# Moto
Pour les articles homonymes, voir Moto (homonymie).
Une moto, apocope de motocyclette, est un véhicule motorisé, sans carrosserie, à deux roues le plus souvent monotraces (en ligne), pouvant être équipé d'un side-car. Inventées dans la deuxième moitié du XIXe siècle dans le même temps que les premiers moteurs thermiques, les motos se déclinent aujourd'hui en plusieurs types selon leurs usages : sportive, supermotard, routière, tout chemin, routière sportive. Le conducteur, appelé « cyclomotoriste » (pour les moins de 50 cm3), « motard » ou « motocycliste », est assis à califourchon sur une selle, les mains tiennent le guidon et les pieds s'appuient sur des repose-pieds. Un passager peut se tenir à califourchon derrière le pilote, si la moto est conçue avec une selle et des repose-pieds pour passager.
Lorsque le véhicule est plutôt conçu pour la ville, tablier de protection, variateur de vitesse mécanique, position assise, plancher plat, coffre de rangement, etc., il n'est alors pas désigné comme une moto mais comme un scooter. Les deux types de véhicules, moto et scooter, sont regroupés au sein de l'appellation « deux-roues motorisés ».

## Étymologie
Historiquement, « Motocyclette » est un nom propre. Déposé en 1897 par les frères Eugène et Michel Werner, fabricants installés à Levallois-Perret, il est depuis devenu un nom générique. Il semble que ce soit le préfet de Paris qui, trouvant ce nom approprié, ait décidé qu'il désignerait, désormais, l'ensemble des véhicules à deux roues motorisés.

## Histoire

### Ancêtres multiples à la fin duXIXesiècle

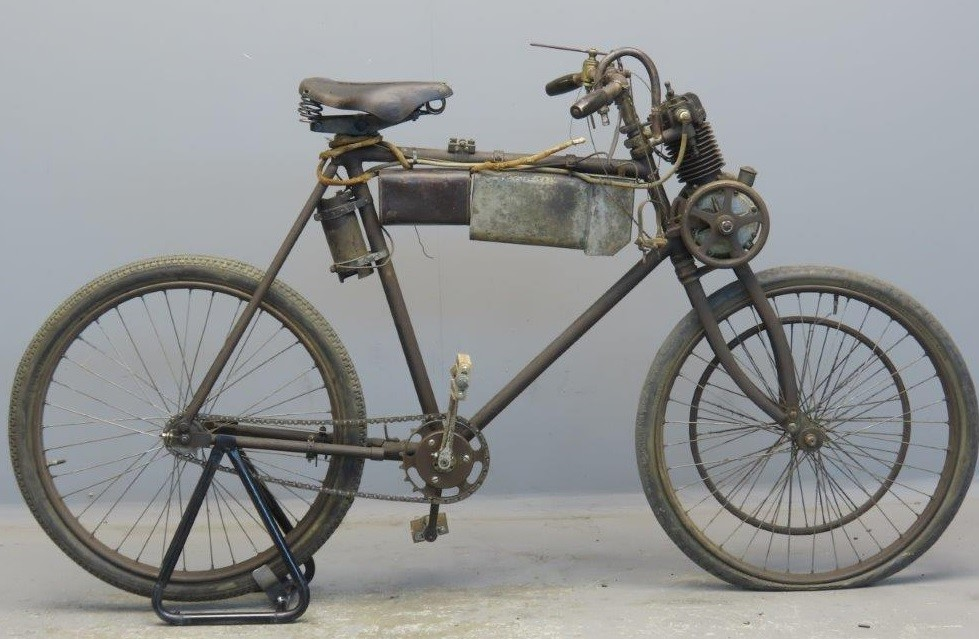
Motocyclette Werner (1899).

Comme souvent, lorsqu'une technique est émergente, sa finalisation se produit en plusieurs endroits presque simultanément. Ce fut le cas pour l'automobile et l'avion, il en a été de même pour la moto : le 26 décembre 1868, un procès-verbal est établi à la préfecture de la Seine en vue de la délivrance d'un brevet concernant un « vélocipède à grande vitesse » ; il est délivré sous le numéro 83691 le 16 mars 1869 à Monsieur « Louis-Guillaume Perreaux - Ingénieur à Paris, 8, rue Jean Bart ». Cependant, rien ne certifie que ce « vélocipède » ait roulé avant 1871. Il était équipé, alors, d'un moteur à vapeur entraînant la roue arrière et de pédales agissant sur la roue avant. Un exemplaire de cette moto est exposé au musée de l'Île-de-France au château de Sceaux.
De l'autre côté de l'Atlantique, une autre invention à deux roues mue par un moteur à vapeur voit le jour : le motocycle Roper (en). Vulgarisé lors de sa présentation à des fêtes foraines américaines dont témoignent la presse locale d'époque et des affiches, l'existence de ce véhicule autorise également les Américains à s'attribuer la paternité de l'invention de la moto. Cependant, contrairement à l'invention de Perreaux, le véhicule de Roper n'a pas fait l'objet d'un dépôt de brevet permettant d'officialiser sa date de création que les experts ne se sont jamais accordés à définir. La Smithsonian Institution possède un spécimen daté de 1869 dans sa collection.
L'invention de Daimler, datant de 1885, a été conçue dans le but de tester un moteur fonctionnant au pétrole. Elle était équipée de roues latérales stabilisatrices, donc de quatre roues au total. On peut, cependant, avancer que la Daimler fut la première moto dotée d'un moteur à combustion interne.
Les premiers constructeurs de motocyclettes explorent de multiples solutions techniques et commerciales. En 1887, le Français Félix Millet fabrique et vend quelques exemplaires d'une moto équipée d'un moteur à pétrole à cinq cylindres en étoile placé dans la roue arrière. En 1894, Hildebrand et Wolfmüller (Autriche) commercialisent une moto équipée d'un bicylindre horizontal de 1 490 cm3 qui bénéficie du premier véritable réseau de vente de l'Histoire. En 1897, Léon Cordonnier brevète son moteur Ixion dont l'essor commercial sera très important au siècle suivant. La même année, les frères Eugène et Michel Werner commercialisent un cycle à moteur placé au-dessus de la roue avant, auquel ils donnent le nom de « motocyclette ».

### Naissance d'une industrie dans les années 1900
Les années 1900 voient de très nombreuses sociétés se lancer dans la production de motos, notamment en Europe avec entre autres Werner, DeDion Bouton, Peugeot et Monet-Goyon en France, Royal Enfield, Triumph et Norton au Royaume-Uni, NSU et Victoria en Allemagne, Motosacoche en Suisse, Bianchi, en Suède avec Husqvarna et Gilera en Italie, ainsi qu'aux États-Unis avec Indian, Harley-Davidson ou encore Excelsior. Un important tissu industriel se crée autour des constructeurs de voitures et de motos, certaines sociétés se spécialisant dans la fabrication de moteurs, comme le belge Minerva, le français Ixion, ou l'anglais JAP, ou dans la production d'autres pièces (carburateurs, boîte de vitesses, pneus, courroies et chaînes, etc.) intégrées ensuite par diverses marques automobiles et de motos. L'innovation technique fait rapidement évoluer les modèles proposés et les solutions utilisées.

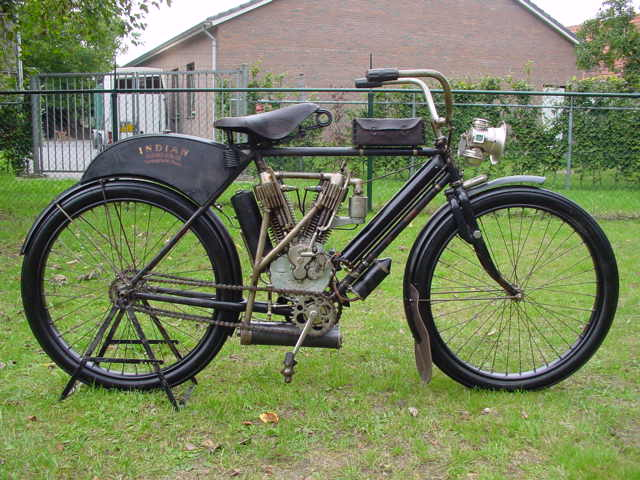
Indian Twin (1908).

À la fin de la décennie, le marché américain privilégie les moteurs à quatre temps bicylindres, introduits  en 1907 par Indian, qui atteignent 600 cm3 et 5 ch. Le marché  européen est essentiellement constitué de modèles monocylindres qui atteignent 500 cm3 et 4 ch, mais plusieurs marques proposent des bicylindres, et même des quatre cylindres. Les motos ont toutes leur moteur sous le cadre, un frein arrière et, en Europe, un frein avant. La roue arrière est motrice et la transmission secondaire se fait généralement par chaîne ou par courroie, certaines marques proposant déjà une transmission par arbre. Les  fourches amorties se généralisent.

### Impact de la Première Guerre mondiale

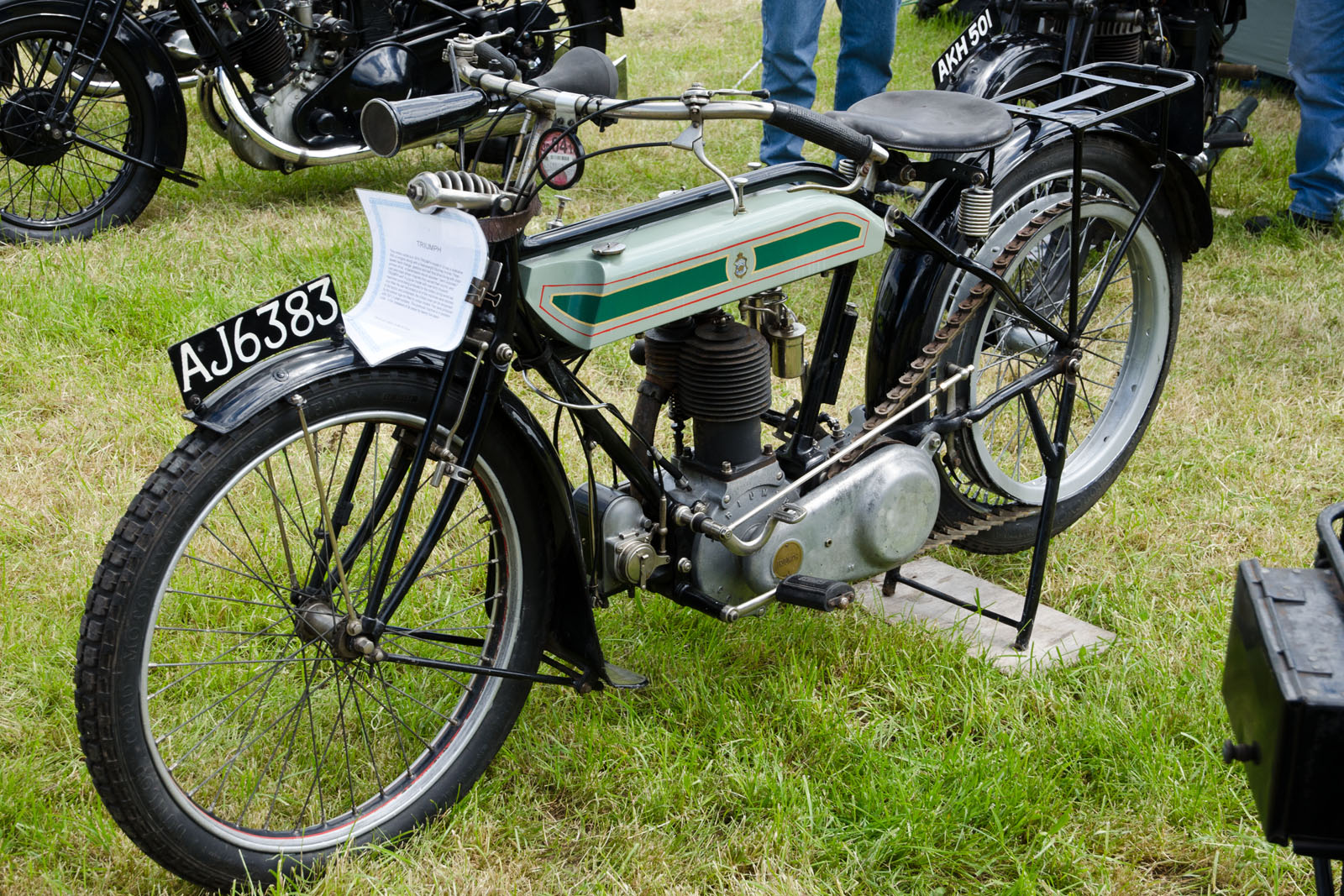
Triumph Model H (1915).

Au début des années 1910 le choix de motos civiles est très large, avec des modèles dont les moteurs ont un à quatre cylindres, sont à deux ou quatre temps, et, pour ces derniers, à soupapes latérales ou en tête. L'offre va s'élargir encore avec la rapide croissance  du britannique BSA, qui va devenir un des plus importants constructeurs mondiaux. La seconde moitié de la décennie est marquée par la Première Guerre mondiale, qui va pénaliser certaines marques, mais aussi permettre la très forte croissance de celles qui sauront tirer profit des commandes militaires. Triumph livre ainsi plus de 30 000 exemplaires de son monocylindre Model H, confortant sa première position en Europe. À l'inverse, Indian négocie mal cette période et se fait dépasser par Harley-Davidson, qui, en livrant à l'armée américaine près de 20 000 modèles bicylindres et en continuant à livrer le marché civil, devient l'un des plus gros constructeurs mondiaux.
L'innovation continue à un rythme soutenu : premiers cadres suspendus (Indian, 1913 ; ABC, 1919), fourche à parallélogramme, début des freins à tambour (ABC, 1919), démarrage au kick (Triumph, 1915 ; Harley 1916), généralisation des boîtes de vitesses à deux ou trois rapports et de l'embrayage (Triumph et Harley, 1915), commandes au guidon (Triumph, 1915), etc. La transmission finale par chaîne se généralise également avec l'apparition des boîtes de vitesses et l'augmentation de puissance des moteurs, dont plusieurs dépassent les 15 ch comme l'Indian Powerplus de 1916. Le marché américain suscite une course à la puissance et à la cylindrée qu'illustre bien la marque américaine Henderson dont les modèles à quatre cylindres passent de 920 cm3/8 ch en 1912 à 1 300 cm3/28 ch en 1920.

### Turbulences, reprise et coup d'arrêt

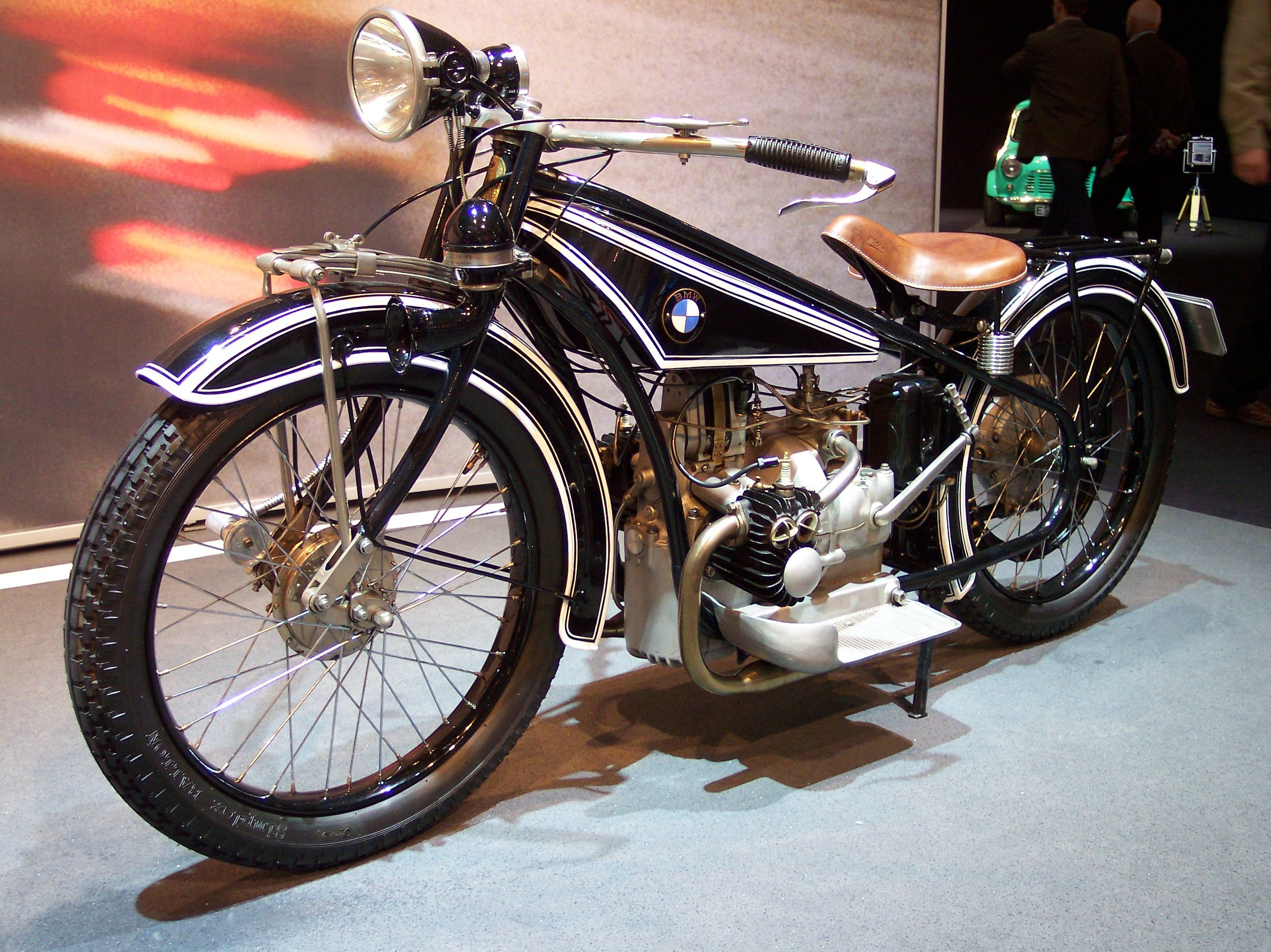
La R32, première moto BMW (1923).

Les années 1920 commencent mal sur le marché américain, le plus important marché au monde : les  ventes de Harley, premier constructeur américain, sont ainsi divisées par deux entre 1920 et 1921, pour remonter progressivement jusqu'en 1929. En Europe, Triumph connaît une forte croissance avec des ventes passant de 4 000 machines en 1920 à près de 30 000 en 1925, exportées dans une soixantaine de pays. L'organisation industrielle du secteur évolue fortement avec des disparitions (comme celle d'ABC en 1925)  mais aussi  des créations, dont deux au moins vont durablement marquer l'histoire de la moto : celle  Moto Guzzi en Italie et de BMW en Allemagne. Les moteurs quatre temps culbutés commencent à supplanter ceux à soupapes latérales, les freins à tambour se généralisent, et à la fin de la décennie l'éclairage électrique, remplaçant celui à acétylène, est de série sur la plupart des modèles.
Les motos sont désormais concurrencées, pour un usage professionnel ou familial, par les voitures. Aux États-Unis, les Ford T puis Ford A, par exemple, sont au prix des motos de haut de gamme américaines. Et, en Europe, les premières voitures économiques produites en série, comme la Citroën C 5HP, la Renault NN ou la Fiat 509, offrent une alternative aux side-cars.
En 1929 commence la grande dépression qui frappe l'économie mondiale et va déclencher une profonde restructuration de l'industrie.

### Années 1930 et Seconde Guerre mondiale
Seuls deux constructeurs américains survivent à la crise : Harley-Davidson et Indian. Le troisième plus grand constructeur américain, Excelsior, fait faillite en 1931. Les exportations américaines de motos chutent de 38 000 en 1920 à environ 10 000 en 1930. La concentration en Europe se poursuit également : de nombreuses petites marques disparaissent, Peugeot reprend Automoto, BSA rachète AJS, Triumph est racheté par J Sangster, qui possède déjà Ariel, et DKW fusionne avec Audi. Cette période est marquée par la sortie d'un grand nombre de modèles de petite et moyenne cylindrées, notamment propulsés par des moteurs deux temps Villiers, et par la forte croissance du marché allemand, qui compte plus de 750 000 motards en 1934. DKW, avec 20 000 machines vendues chaque année, devient l'un des plus importants constructeurs européens. BMW introduit les moteurs à compresseur et la fourche avant hydraulique, certains modèles ont de série une suspension arrière, notamment les Moto Guzzi et Gilera, cette dernière marque introduisant aussi le refroidissement à eau. Les boîtes de vitesses à quatre rapports avec sélecteur au pied se généralisent, et, juste avant la guerre, Triumph sort deux modèles de bicylindres en ligne, motorisation qui structurera l'offre anglaise pour plusieurs décennies.

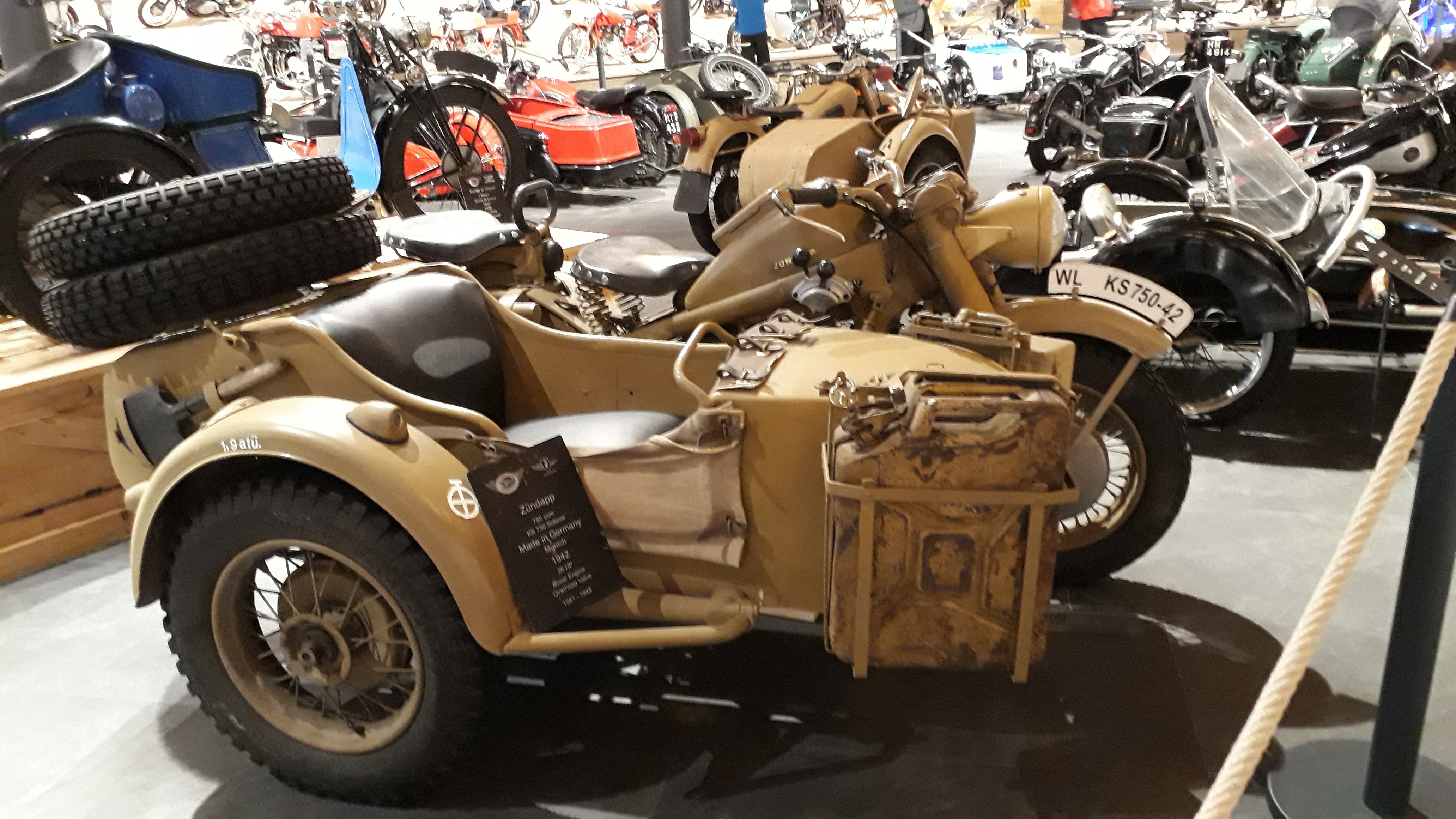
Zündapp KS 750 side car (1942).

Pendant la Seconde Guerre mondiale, les armées alliées comme celles de l'Axe vont massivement utiliser des motos, mais dans des buts différents : les alliés s'en servent uniquement pour le transport individuel et les communications, alors que les forces allemandes s'équipent  aussi de motos plus lourdes, souvent  attelées de side-cars pour porter mitrailleuses et autres armes, et capables de tracter des remorques. Durant le conflit, les forces alliées commandent 88 000 motos à Harley-Davidson, près de 40 000 à Indian, et 425 000 à l'industrie anglaise, dont 125 000 à BSA, 100 000 à Norton, et 50 000 à Triumph. Les forces allemandes s'équipent de Zündapp KS 750 et de BMW R 75, souvent en version side-car. Ces deux modèles, conçus à partir de 1937 sur appel d'offres de la Wehrmacht, partageaient de nombreuses pièces communes et étaient tous deux propulsés par un moteur flat-twin de 750 cm3 avec transmission finale par cardan. La Wehrmacht utilise également des motos plus légères, comme les DKW NZ-350 et RT 125 à moteur monocylindre deux-temps.

### Période d'après-guerre et années 1950

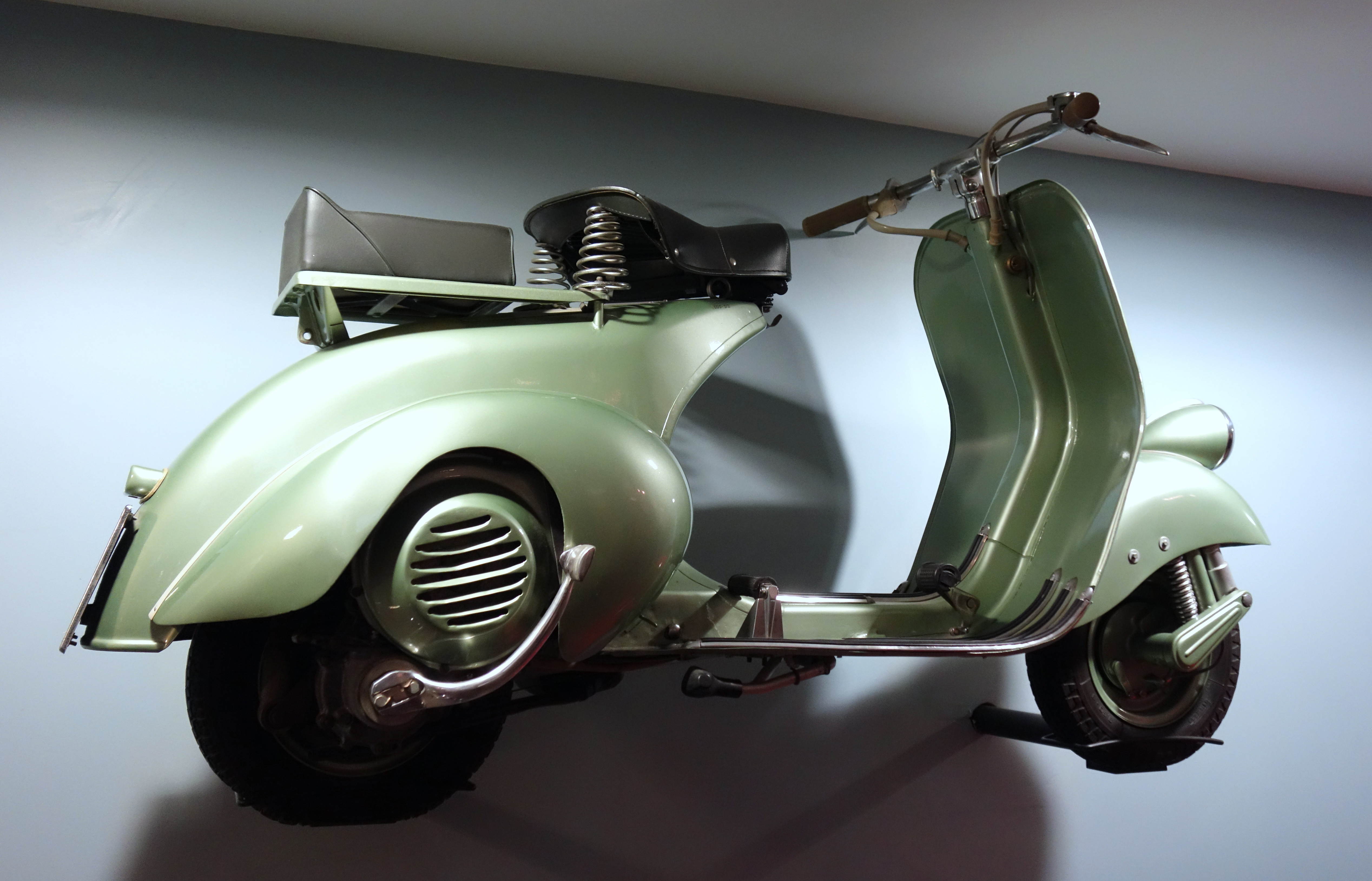
Vespa 125 (1948).

La période de l'immédiat après-guerre est marquée par une refonte importante de l'industrie mécanique mondiale : de nombreuses installations industrielles ont été détruites, les sociétés qui s'étaient spécialisées dans l'armement doivent trouver d'autres débouchés et  les clients cherchent des moyens de transport peu onéreux.

C'est ainsi que naît le marché des scooters, avec les sociétés italiennes Innocenti, qui lance la Lambretta, et Piaggio qui produit sa première  Vespa en 1946. Le marché des cyclomoteurs est également très actif, avec notamment le lancement du VéloSoleX et de la Mobylette.

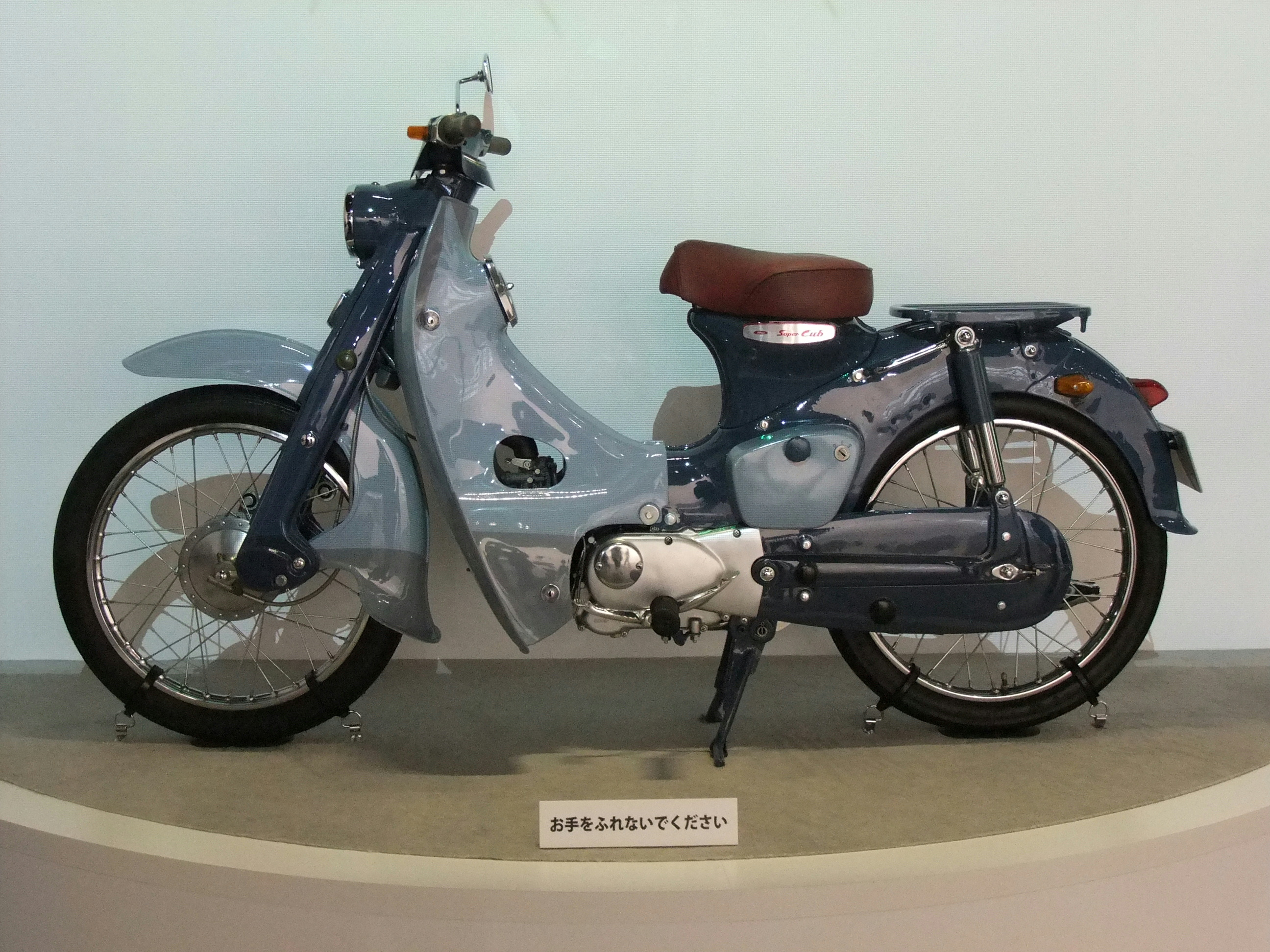
Honda Super Cub (1958).

De nombreuses petites marques européennes disparaissent. En France, la production se concentre autour de Peugeot et de Motobécane, et sur des modèles de petite et moyenne cylindrées. En Angleterre, Triumph rejoint le groupe BSA. Aux États-Unis, Indian fait faillite en 1953, et Harley-Davidson, devenu le seul fabricant local, élargit son offre à des modèles de petite et moyenne cylindrée. En Allemagne, BMW et NSU connaissent une forte croissance, Zündapp abandonne le segment des grosses cylindrées à partir de 1958 et, la même année, DKW, après avoir fabriqué de nombreux modèles de petite cylindrée, se retire du marché pour se concentrer sur l'automobile. Au Japon, quatre sociétés se lancent sur le marché des deux-roues motorisés : Honda puis Suzuki, Kawasaki, et Yamaha. Initialement présentes presque exclusivement sur leur marché intérieur, elles révolutionneront le marché mondial à partir des années 1960.
À la fin des années 1950, la quasi-totalité des motos est dotée d'un cadre suspendu, d'une fourche télescopique, de freins à tambour à l'arrière comme à l'avant et d'un éclairage électrique complet. Les modèles de forte cylindrée sont équipés de moteurs à quatre temps et de boîtes de vitesses proposant jusqu'à cinq rapports. Les modèles de faible cylindrée sont souvent équipés de moteurs à deux temps.

### Apogée anglaise et percée japonaise des années 1960

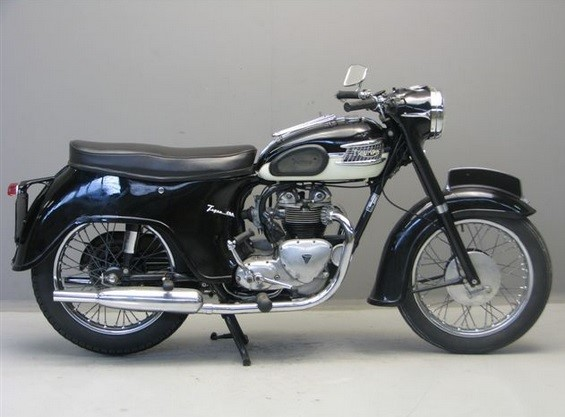
Triumph Tiger T100A (1961).

Le début de la décennie 1960 marque l'apogée des bicylindres anglais, qui, sous les marques Triumph, BSA, Norton et, dans une moindre mesure, Royal Enfield, détiennent la moitié du marché des grosses cylindrées aux États-Unis. Le marché américain des deux-roues motorisés est en très forte croissance, notamment sous l'influence de l'arrivée des constructeurs japonais qui y commercialisent d'abord de petites cylindrées, puis montent progressivement en gamme. Ainsi, dès 1965, les ventes aux États-Unis de Honda, qui y introduit le Super Cub de 50 et 125 cm3, puis les bicylindres CB 305 (1961) et CB 450 (1965), sont 2,5 fois supérieures à celles de Harley-Davidson.

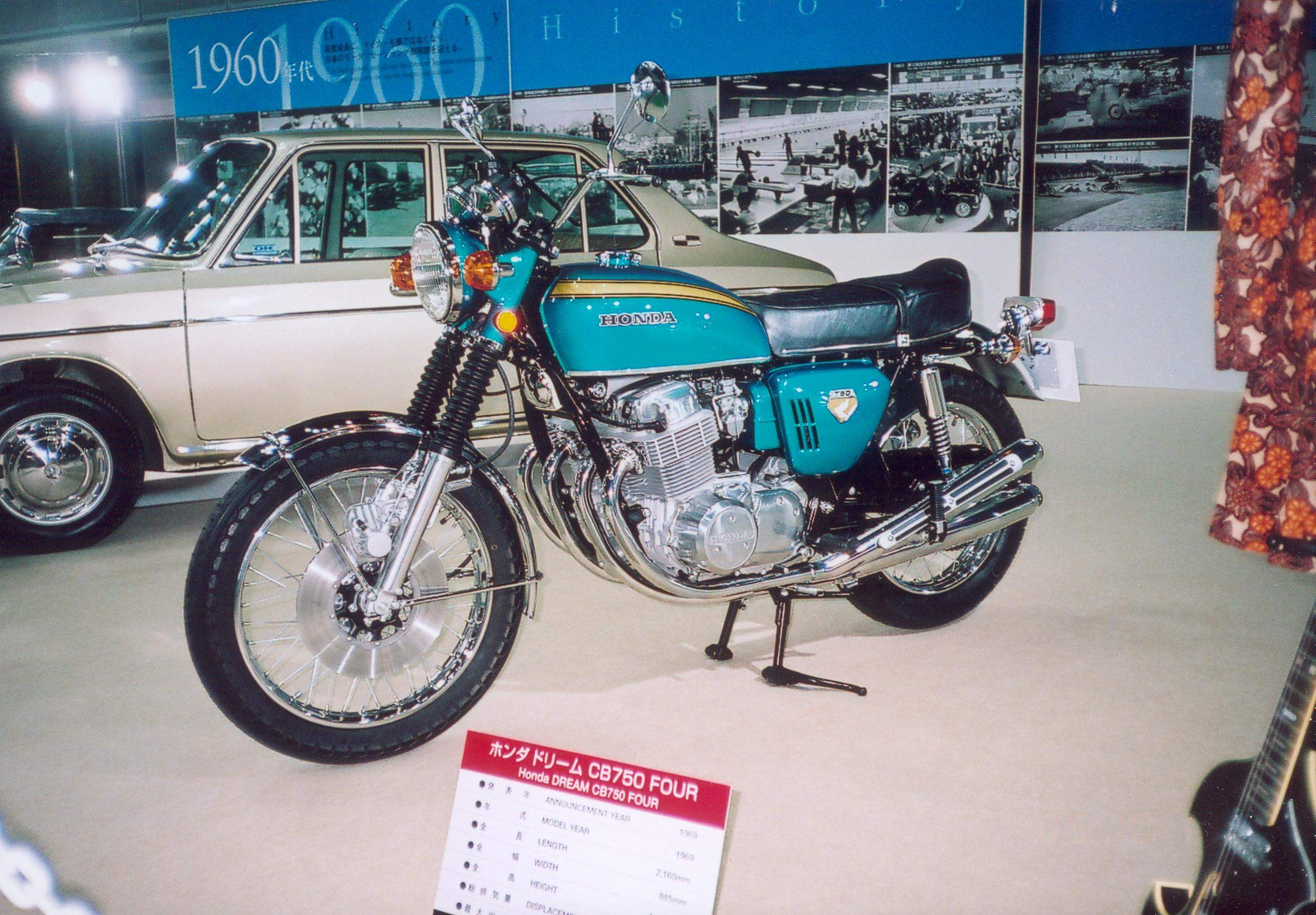
Honda CB 750 Four (1969).

Le marché européen subit la même évolution : le succès des cyclomoteurs et des scooters est très important, mais les voitures économiques concurrencent les motos de forte cylindrée, dont les fabricants  européens font en outre face à l'arrivée des modèles japonais. Ceci provoque une nouvelle étape de consolidation en France, où seuls Peugeot et Motobécane sont encore actifs, en Angleterre, où Norton est absorbé par AMC et Royal Enfield voit ses actifs dispersés, ainsi qu'en Allemagne, où NSU arrête la fabrication de deux-roues pour se consacrer aux automobiles.
La fin de la décennie est marquée par le lancement d'une moto que la plupart des historiens du secteur considèrent comme symbolisant l'entrée  dans l'ère moderne de la moto : la Honda CB 750. Ce modèle à quatre cylindres en ligne, dont la principale véritable innovation est le frein avant à disque, offre un niveau d'équipement, de finition et de qualité qui va devenir la référence pour l'ensemble des autres constructeurs.

### Domination japonaise dans les années 1970
Les constructeurs japonais lancent une très grande variété de modèles, couvrant tous les segments de marchés et explorant de nombreuses configurations techniques : roadsters à moteur six cylindres et 24 soupapes sur la Honda CBX 1000 (1977) ou à piston rotatif sur la Suzuki RE-5 (1974) ; trail monocylindre Yamaha XT 500 (1975), qui participe à l'engouement pour ce type de machines avec ses victoires dans les rallyes raids nouvellement créés ; grandes routières comme la Honda GL Goldwing à 4 cylindres à plat (1974) ; etc.

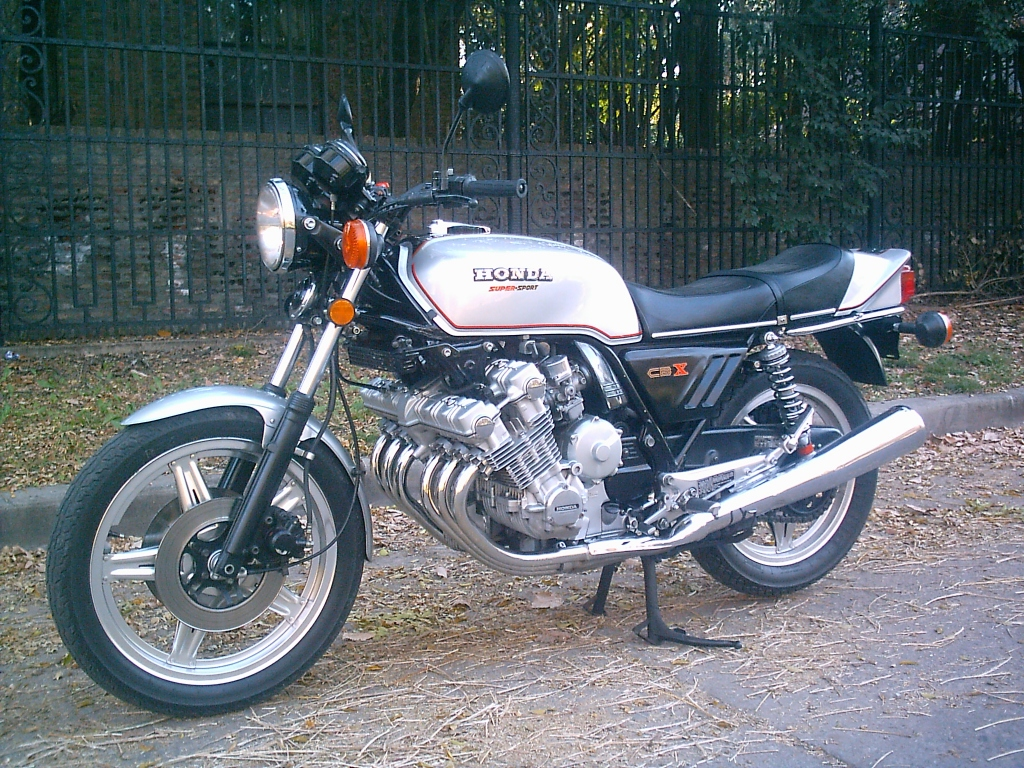
Honda CBX 1000 à 6 cylindres (1978).

La concurrence japonaise a un effet majeur sur beaucoup de constructeurs occidentaux. Aux États-Unis, Harley-Davidson perd son autonomie et se recentre sur les grosses cylindrées. L'industrie anglaise manque de disparaître et deux marques seulement survivent : Triumph, qui ne produit plus qu'un seul modèle en fin de période, et Royal Enfield, qui survit en Inde. En Italie, Aermacchi, Bianchi, Lambretta et plusieurs autres constructeurs disparaissent.
À la fin de la décennie, le marché est dominé par les constructeurs japonais, avec BMW comme principal concurrent en Europe. Les freins avant à disque commencent à se généraliser, et la disposition des commandes les plus importantes est standardisée, avec notamment la commande de frein arrière au pied droit et le sélecteur séquentiel de vitesse au pied gauche.

### Années 1980–2000
L'architecture globale des motos modernes se stabilise et se standardise à partir des années 1980. Certaines évolutions techniques marquent la période. Les freins à disque équipent même les modèles de puissance moyenne, et sont souvent doubles à l'avant des modèles les plus puissants. Les systèmes de freinage avec ABS, expérimentés à la fin des années 1970, sont commercialisés à partir de la fin des années 1980, notamment sur les BMW K 100 LT/RT et K1. La recherche de performances et d'économie de carburant amène au remplacement progressif des carburateurs par des systèmes d'injection, comme, en 1980, sur la Kawasaki Z1000H. Les constructeurs occidentaux se spécialisent sur les modèles puissants et, pour certains, sur les scooters .

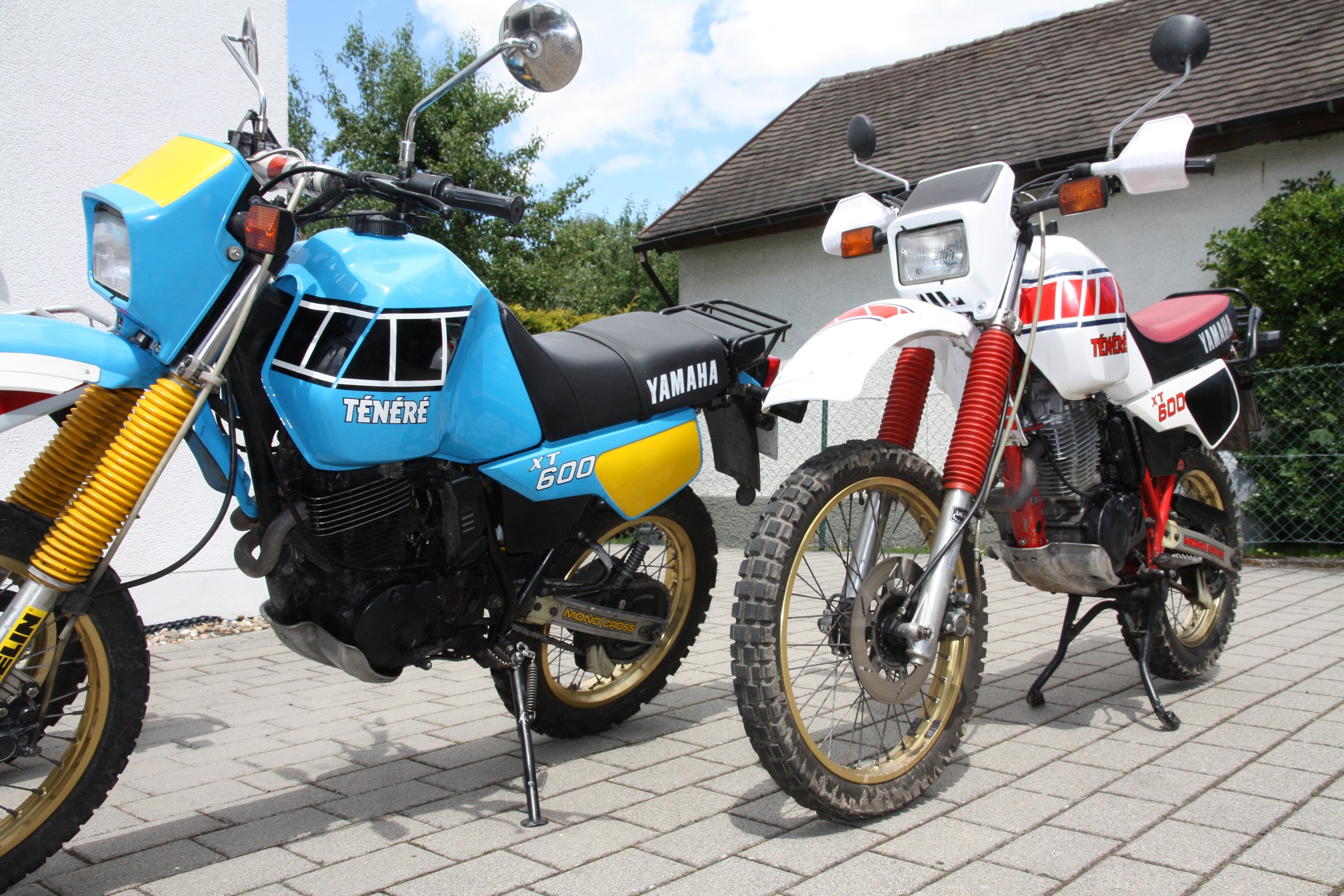
Yamaha XT 600 Ténéré (fin des années 1980).

Aux États-Unis, Harley-Davidson, un temps protégé par des réglementations douanières américaines limitant l'importation de modèles de forte cylindrée japonais, redevient indépendant en 1981 et retrouve la croissance. Indian renaît en 1999 avec une gamme de cruisers de forte cylindrée. Au Royaume-Uni, Triumph se relance en 1990 avec une gamme entièrement nouvelle et des moteurs à trois et quatre cylindres. En Allemagne, BMW élargit sa gamme de modèles bicylindres à plat à la ligne de trails GS, puis, partir de 1983, à un nouveau type de motos, la ligne K, dotée d'un moteur à quatre cylindres à plat, et enfin à une famille de trails monocylindres puis bicylindres en ligne constituant la ligne F,.

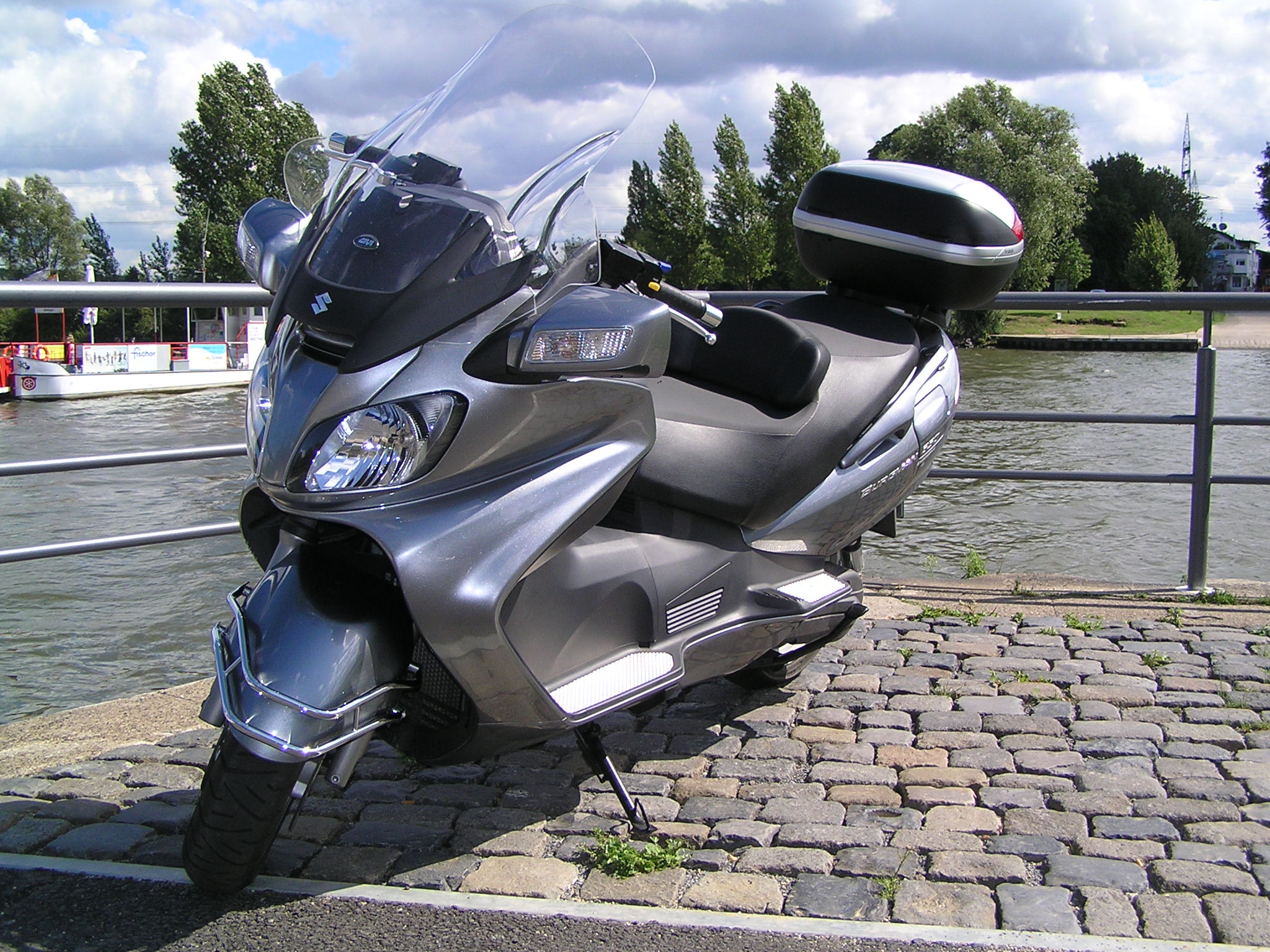
Suzuki Burgman 650 (2006).

Les quatre constructeurs japonais continuent de dominer le marché, et introduisent régulièrement des modèles innovants, comme  la Yamaha FZ750 équipée d'un moteur à cinq soupapes par cylindre. Ils lancent le marché des trails  avec leurs modèles monocylindres tout terrain comme les Yamaha XT, Honda XL puis NX, ou encore Suzuki DR, ainsi que celui  des maxi scooters à partir de la fin des années 1990 avec le Yamaha Tmax et le Suzuki Burgman.
Le marché des deux-roues motorisés est en très forte croissance en Asie où se constituent des constructeurs qui vont devenir parmi les plus importants au monde dans les années 2010. En Inde, Royal Enfield est relancé par le groupe Eicher Motors en 1994 ; le groupe Bajaj, après avoir produit des scooters sous licence Piaggio  dans les années 1960, s'allie à Kawasaki et devient l'actionnaire principal de KTM en 2007 ; Hero Motorcorp crée une société conjointe avec Honda puis prend son indépendance en 2011 ; et le groupe TVS, initialement allié à Suzuki pour la production des motos, prend son  indépendance en 2001. En Chine, le groupe CFMOTO, créé en 1989, connaît un grand développement à partir du début des années 2000. Yadea, créé en 2001, devient un des plus importants constructeurs de scooters électriques.

### Basculement vers l'Asie et l'électrique

#### Marchés et productions de plus en plus asiatiques
À la fin des années 2010, le marché mondial des deux-roues motorisés, toutes motorisations et cylindrées confondues, est dominé par l'Asie : les sept plus grands constructeurs mondiaux sont asiatiques, et cinq pays de cette région absorbent  deux tiers des ventes mondiales en volume,,.
| Pays        | Ventes 2019 (millions d'unités) |  | Constructeur    | Origine     | Ventes 2021 (millions d'unités) |
| ----------- | ------------------------------- |  | --------------- | ----------- | ------------------------------- |
| Inde        | 18,5                            |  | Honda           | Japon       | 13,8                            |
| Chine       | 13,1                            |  | Yadea           | Chine       | 5,8                             |
| Indonésie   | 6,5                             |  | Hero            | Inde        | 4,5                             |
| Vietnam     | 3,2                             |  | Yamaha          | Japon       | 3,5                             |
| Philippines | 1,8                             |  | Bajaj           | Inde        | 2,3                             |
|             |                                 |  | TVS             | Inde        | 2,3                             |
| France      | 0,3                             |  | Haojue          | Chine       | 1,2                             |
|             |                                 |  | Italika         | Mexique     | 0,9                             |
| Total monde | 60,6                            |  | Niu Tech        | Chine       | 0,9                             |
|             |                                 |  | Royal Enfield   | Inde        | 0,9                             |
|             |                                 |  |                 |             |                                 |
|             |                                 |  | KTM             | Autriche    | 0,28                            |
|             |                                 |  | BMW             | Allemagne   | 0,2                             |
|             |                                 |  | Harley-Davidson | États-Unis  | 0,19                            |
|             |                                 |  | Triumph         | Royaume-Uni | 0,09                            |
|             |                                 |  | Ducati          | Italie      | 0,06                            |

La montée en puissance des industriels asiatiques non japonais dans le secteur des deux-roues motorisés se traduit également dans leurs relations avec les leurs homologues européens ou américains dont certains exemples sont indiqués ci-dessous :
- Hero : accord de distribution et de fabrication avec Harley-Davidson (2020)[59] ; investissement dans Zero Motorcycles (2023)[60] ;
- Bajaj : partenariat technique et industriel avec Triumph (2017)[61] ; partenaire industriel et actionnaire principal (48 %) de KTM (2007)[62] ;
- TVS : accord industriel avec BMW (2013)[63] ; rachat de Norton (2020)[64] ;
- Kymco : partenariat industriel avec BMW (2007)[65] ; co-entreprise avec Harley-Davidson pour les motos électriques (2021)[66].

Et en France, Peugeot Cycles est racheté par le groupe indien Mahindra en 2019.

#### Émergence des modèles électriques
Les origines des motos à propulsion électrique remontent à la fin du XIXe siècle, avec de premiers modèles en France et aux États-Unis. Mais l'essor des moteurs thermiques est tel qu'il éclipse ensuite diverses tentatives de production de modèles électriques. Il faut attendre la fin des années 1990 pour voir apparaître les premières offres industrielles, initialement centrées sur des scooters, comme le Peugeot Scoot'elec commercialisé de 1996 à 2006. C'est à partir des années 2000 qu'apparaissent les premiers groupes industriels se spécialisant sur ce segment comme Yadea (Chine, 2001), Zero Motorcycles (États-Unis, 2006), Silence (Espagne, 2012), Super Soco (Chine, 2013) ou Niu Tech (Chine, 2014). En Europe, Piaggio lance en 2018 son premier modèle électrique : le Vespa Elettrica. La production de ces entreprises est principalement constituée de cyclomoteurs ou de scooters de faible et moyenne puissance, qui constituent l'essentiel des ventes en 2023 à l'exception de Zero Motorcycles.
En 2021, dix millions de motos et scooters électriques sont vendus dans le monde, soit plus de 17 % du marché global des deux-roues motorisés. L'arrivée des deux-roues électriques est particulièrement importante en Chine, marché qui absorbe plus de 80 % de l'offre mondiale et où un deux-roues motorisé vendu sur deux est électrique,. En 2023, l'offre de motos ou scooters plus puissants est moins large avec notamment Zero Motorcycles (2006), BMW (2013), Harley-Davidson (2015), ou encore l'italien Energica (2015).
La part des ventes de deux-roues électriques en Europe est passée de 1,6 % à 7,1 % entre 2016 et 2023. Cette hausse recouvre des évolutions différentes entre les engins de moins de 50 cm3/4 kW, où l'électrique représente 26 % des ventes, et les engins plus puissants, où seulement 3 % des modèles vendus sont électriques.

## Législation et catégories
Les dispositions législatives et réglementaires concernant les motos sont de trois natures différentes :
- dispositions concernant les véhicules eux- mêmes ;
- dispositions concernant les capacités et l'équipement des utilisateurs ;
- dispositions concernant l'usage du véhicule.

### Homologation, catégories et contrôle technique
Les motos doivent être d'un type homologué dans les marchés où elles sont vendues, notamment pour un usage dans l'espace public, et chaque exemplaire porter un numéro d'identification. Des dispositions communes à plusieurs pays sont définies au niveau  mondial, notamment depuis les accords CEE-ONU de 1958, 1997 et 1998. En Europe, ce processus est encadré par le règlement UE 168/2013, qui concerne tous les véhicules dits de catégorie L comprenant la quasi-totalité des deux et trois roues motorisés, ainsi que certains quad. Ce règlement ne s'applique pas à certaines catégories, notamment: engins militaires, usage exclusivement en compétition ou encore véhicules agricoles.
Ce règlement définit plusieurs dispositions administratives et techniques, notamment les catégories de véhicules (article 4), les obligations de marquage (article 39), certaines caractéristiques techniques pour chaque catégorie d'engin (Annexe I),, les dates prévisionnelles d'entrée en vigueur de certaines nouvelles obligations (annexe IV), ou encore les niveaux d'émission de polluants et de niveau sonore à respecter (annexe VI).
D'autres textes réglementaires, internationaux ou nationaux, font régulièrement évoluer la réglementation. Ainsi une directive européenne de 2014 prévoit elle un contrôle technique périodique obligatoire des deux-roues motorisés. Cette obligation a suscité une vive polémique en France et ce n'est qu'en 2023 que les autorités françaises ont annoncé sa mise en vigueur à partir du premier trimestre 2024,.

### Capacités des utilisateurs
En Europe, les conducteurs d'un deux-roues motorisé doivent disposer d'un permis de conduire. Depuis 2013, les différents types de permis nécessaires pour conduire un deux roues motorisé en Europe ont été harmonisés : le permis A permet de piloter tout modèle de deux-roues motorisé ; le permis A2 permet de conduire tout modèle de type L3e-A2 (<35 kW) ou de catégorie inférieure ; le permis A1, tout modèle de type L3e-A1 (<125 cm3/11 kW) ou de catégorie inférieure ; enfin le permis AM tout modèle de catégorie L1e-b (<50 cm3/4 kW).

### Équipement des utilisateurs
Des réglementations nationales définissent les équipements obligatoires dont doivent être dotés les conducteurs et passagers de deux-roues motorisés. En France, en 2023, conducteur et passager doivent porter un casque et des gants certifiés CE, et disposer de gilets de haute visibilité. Ces réglementations peuvent être très différentes d'un pays à un autre. Ainsi, par exemple, aux États-Unis, en 2022, le port du casque n'est pas obligatoire dans trois États, et d'autres ne l'imposent qu'aux jeunes pilotes.

### Usage des véhicules
L'utilisation de motos sur la voie publique est soumise aux dispositions générales du code de la route en vigueur dans le pays concerné. Certaines dispositions de ce code peuvent être particulières aux usagers de motos, comme la circulation interfiles.

### En France
Le tableau ci-dessous récapitule les principales dispositions législatives et réglementaires en vigueur en France en 2023 concernant les motos et leurs utilisateurs.
| Dénomination française          | Catégorie européenne | Définition | Permis nécessaire | Conditions d'obtention |
| ------------------------------- | -------------------- | --- | ----------------- | --- |
| Moto de forte puissance         | L3e-A3               | Aucune limitation de puissance. | A                 | Avoir au moins 20 ans, être titulaire d'un permis A2 depuis au moins deux ans et suivre une formation complémentaire de sept heures. |
| Moto de puissance intermédiaire | L3e-A2               | Puissance inférieure à 35 kW dont le rapport puissance/poids est inférieur à 0,2 kW/kg et qui n'est pas issue d'un modèle développant plus de 70 kW. | A2                | Avoir au moins 18 ans et réussir l'épreuve théorique moto (ETM) et justifier d'un minimum de vingt heures de leçons, dont huit sur piste et douze sur route pour l’examen du permis A2. |
| Moto légère                     | L3e-A1               | Puissance inférieure à 11 kW et cylindrée inférieure à 125 cm3 dont le rapport puissance/poids est inférieur à 0,1 kW/kg.                            | A1 ou B           | Avoir au moins 16 ans et réussir l'épreuve théorique moto (ETM) et justifier d'un minimum de vingt heures de leçons, dont huit sur piste et douze sur route pour l’examen du permis A1. |
| Cyclomoteur                     | L1e-b                | Puissance inférieure à 4 kW et cylindrée inférieure à 50 cm3. Vitesse limitée à 45 km/h.                                                             | AM/BSR            | Avoir au moins 14 ans et valider l'attestation scolaire de sécurité routière (ASSR 1, ASSR 2) ou l'AER, au collège, ou de l'attestation de sécurité routière (ASR) en Greta. La formation pratique dure au minimum huit heures et se déroule sur deux jours (quatre heures par jour maximum). |

La réglementation française impose en outre que, pour circuler sur la voie publique, toute moto et tout cyclomoteur soit immatriculé. Le transport d'un passager est autorisé si le véhicule a été conçu et homologué dans ce but, donc notamment est pourvu de repose-pieds et d'une poignée de maintien.

## Usages et usagers

### Évolution des usages
Au fur et à mesure du développement économique et de l'élévation du niveau de vie, l'usage des deux-roues motorisés est de plus en plus concurrencé par celui de l'automobile.
L'usage des deux roues motorisés est, jusqu'aux années 1950, l'apanage presqu'exclusif des pays occidentaux. Dans ces pays, le deux roues motorisé est initialement considéré comme une évolution du vélo permettant, à un coût raisonnable, d'avoir un moyen de transport individuel apte à monter des côtes et à parcourir des distances relativement importantes. Les usages sont d'abord utilitaires : trajets domicile/travail et utilisation par des professionnels se déplaçant  fréquemment (artisans, commerçants, professions médicales, police, etc.). L'apparition d'automobiles à prix contenus et l'élévation du niveau de vie provoquent le basculement de ce type d'usages vers l'automobile : c'est le cas notamment aux USA à partir des années 1920, avec l'apparition de la Ford T (alors vendue au prix d'une moto avec side-car), puis à partir des années 1950 en Europe, avec l'apparition des VW Coccinelle, Citroën 2CV, Fiat 500, etc. Les deux roues motorisés ont alors un rôle d'appoint à la voiture pour les ménages pouvant en avoir une, les modèles de faible cylindrée restant le véhicule de base de certaines catégories d'utilisateurs (jeunes, ménages à faibles revenus). La concentration urbaine, et l'insuffisance des transports collectifs, soutiennent aussi la demande des usagers voulant éviter les inconvénients des embouteillages (coursiers, livreurs à domicile, etc.). Enfin, les usages sportifs et de loisir se développent, notamment pour les modèles de forte cylindrée.

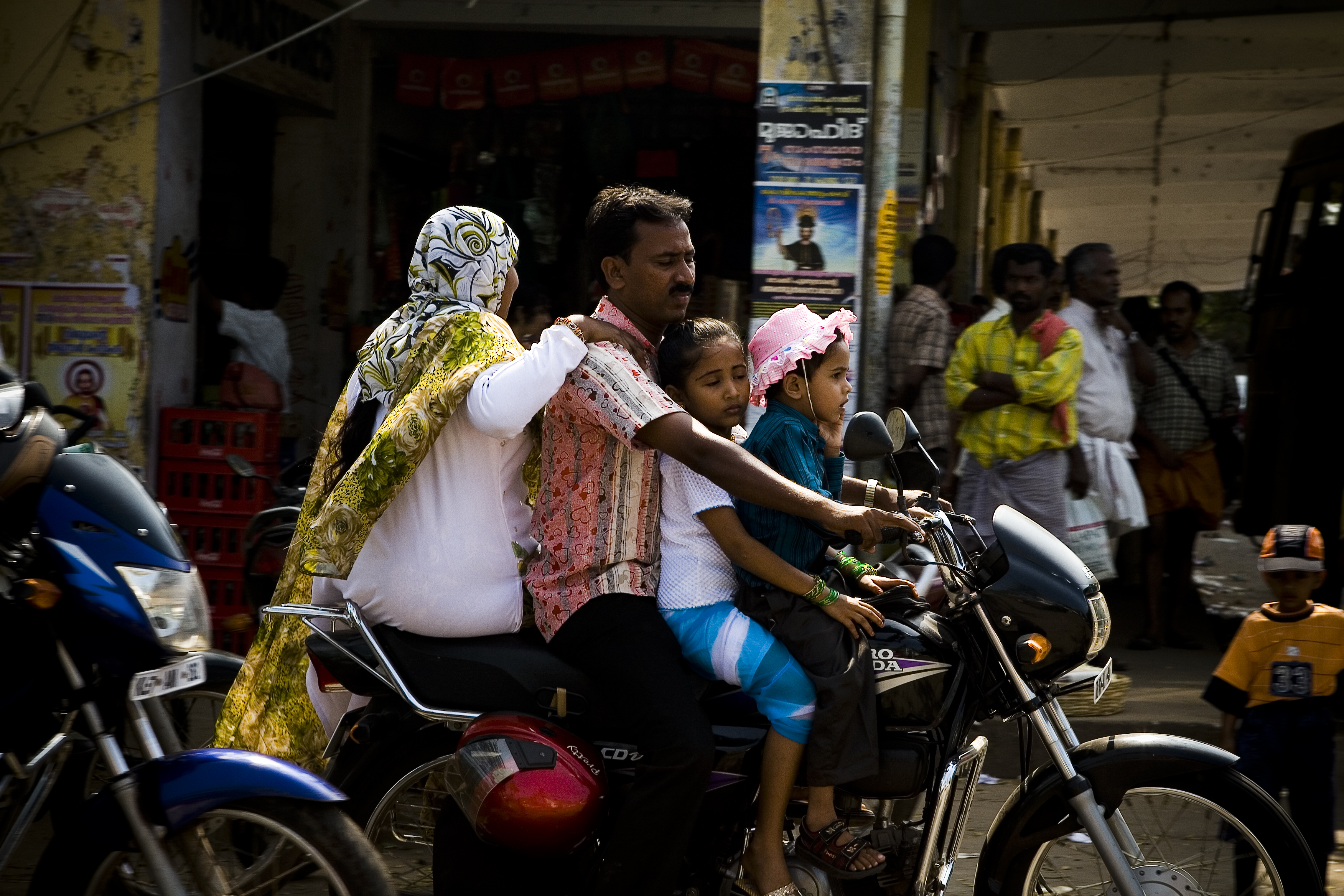
Transport familial en moto en Inde (2008).

Les pays en développement suivent une évolution semblable, avec un taux d'utilisation régulier des deux roues motorisés encore très important au début des années 2020 en Asie et en Afrique. Ainsi, selon le rapport ESRA 2, plus de 2/3 des personnes vivant en Asie déclarent utiliser régulièrement un deux roues motorisé, contre 1/3 en Afrique, 13 % en Europe et moins de 10% aux Etats-Unis. Ces différences d'utilisation se reflètent également dans la structure des ventes de véhicules motorisés entre différents pays : aux Etats-Unis, il se vend chaque année près de 13 millions d'automobiles contre moins de 0,6 millions de deux roues motorisés ; en Chine ces ventes annuelles sont respectivement de 23 et 16 millions ; et en Inde il se vend presque cinq fois plus de deux roues motorisés que d'automobiles.

### Les motards: éléments sociologiques et  ethnologiques
Les utilisateurs de motos, ou motards, des pays développés sont l'objet d'études de sociologues et d'ethnologues , qui relèvent qu'ils constituent un groupe aux caractéristiques principales suivantes :
- minoritaire dans la population globale : ainsi, par exemple, en 2020, seuls 8% des ménages français sont équipés d'un deux roues motorisé[92] ;

- essentiellement masculin : les femmes motardes représentent 10 à 15% du total des pratiquants, même si leur proportion chez les titulaires de permis A a tendance à augmenter[93];
- très diversifié sociologiquement ;
- non conformiste : les motards recherchent  l'originalité, la différence, avec un goût pour la liberté, voire le risque et la déviance ;
- plus enclin à des comportements illégaux, notamment en matière de respect du code de la route (vitesse), que les autres usagers de la route ;
- entretenant un rapport passionné plutôt que raisonné avec leurs pratiques et leurs machines.

Certains auteurs analysent l'évolution de la pratique avec l'âge et l'expérience comme une "carrière" : le motard débute avec une machine peu onéreuse et de puissance limitée puis évolue vers des machines plus performantes et plus chères.
Ils parlent même de "culture motarde", relevant par exemple l'existence d'un vocabulaire particulier ou encore  l'appétence pour la participation à des rassemblements, des groupes ou des clubs, ces derniers pouvant être soutenus par une marque, comme le plus ancien et le plus important d'entre eux , le "Harley Owners Group" et ses "chapitres" locaux, ou encore dédiés aux femmes.

## Sport motocycliste
Des usages sportifs des motos apparaissent dès la fin du XIXe siècle. Ils se développent et se diversifient rapidement au cours du XXe siècle. Les principales disciplines sont les suivantes :
- course sur route : ce sont les premières organisées, mêlant parfois motos et automobiles dans les mêmes épreuves[96]. Certaines des plus anciennes ont pour but l'endurance, avec des parcours très longs, d'autres l'économie de carburant, le but étant alors de parcourir la plus grande distance avec le moins de carburant possible. Parmi les plus célèbres se trouvent le Tourist Trophy de l'Ile de Man, créé en 1907 et toujours en activité au début des années 2020 ;
- course de côte : créées aux États-Unis au début des années 1900, elles consistent initialement à prouver qu'une moto, alors très proche d'un vélo doté d'un moteur, est capable de monter le flanc d'un colline sans assistance du pilote. Le but évolue ensuite en deux directions : sur route, réalisation du meilleur temps possible à la montée ; en tout terrain, monter le plus rapidement possible une très forte pente, avec une machine parfois spécialement équipée à cet effet ;
- rallye-raid : courses d'endurance en tout terrain, généralement sur de longues distances parcourues en plusieurs étapes. Le rallye Dakar, créé en 1976, est l'une des plus célèbres épreuves de cette catégorie ;
- moto cross : courses sur circuit tout terrain fermé ;
- enduro : épreuve mêlant parcours routier et tout terrain réservée aux machines homologuées pour circuler sur la voie publique ;
- trial : épreuves de franchissement d'obstacles initialement sur des parcours tout terrain, et, plus récemment, organisées également sur des obstacles artificiels disposés dans des espaces pouvant accueillir des spectateurs (stades, etc.) ;
- speedway : discipline remontant au début du XXe siècle et très populaire aux États-Unis comme en Grande-Bretagne. Elle se pratique sur une piste cendrée ovale avec des motos généralement dépourvues de frein avant ;
- vitesse sur circuit : épreuve sur circuit fermé consistant à parcourir le plus rapidement possible un nombre de tours du circuit[97]. Les premières compétitions officielles apparaissent au début des années 1920 ;
- endurance sur circuit : course de plusieurs heures sur circuit fermé, comme le Bol d'Or couru sur 24 heures selon cette formule depuis 1937[98].

Certaines de ces disciplines, ainsi que les compétitions correspondantes, sont encadrées et réglementées par des organismes nationaux ou internationaux qui leur sont dédiés .

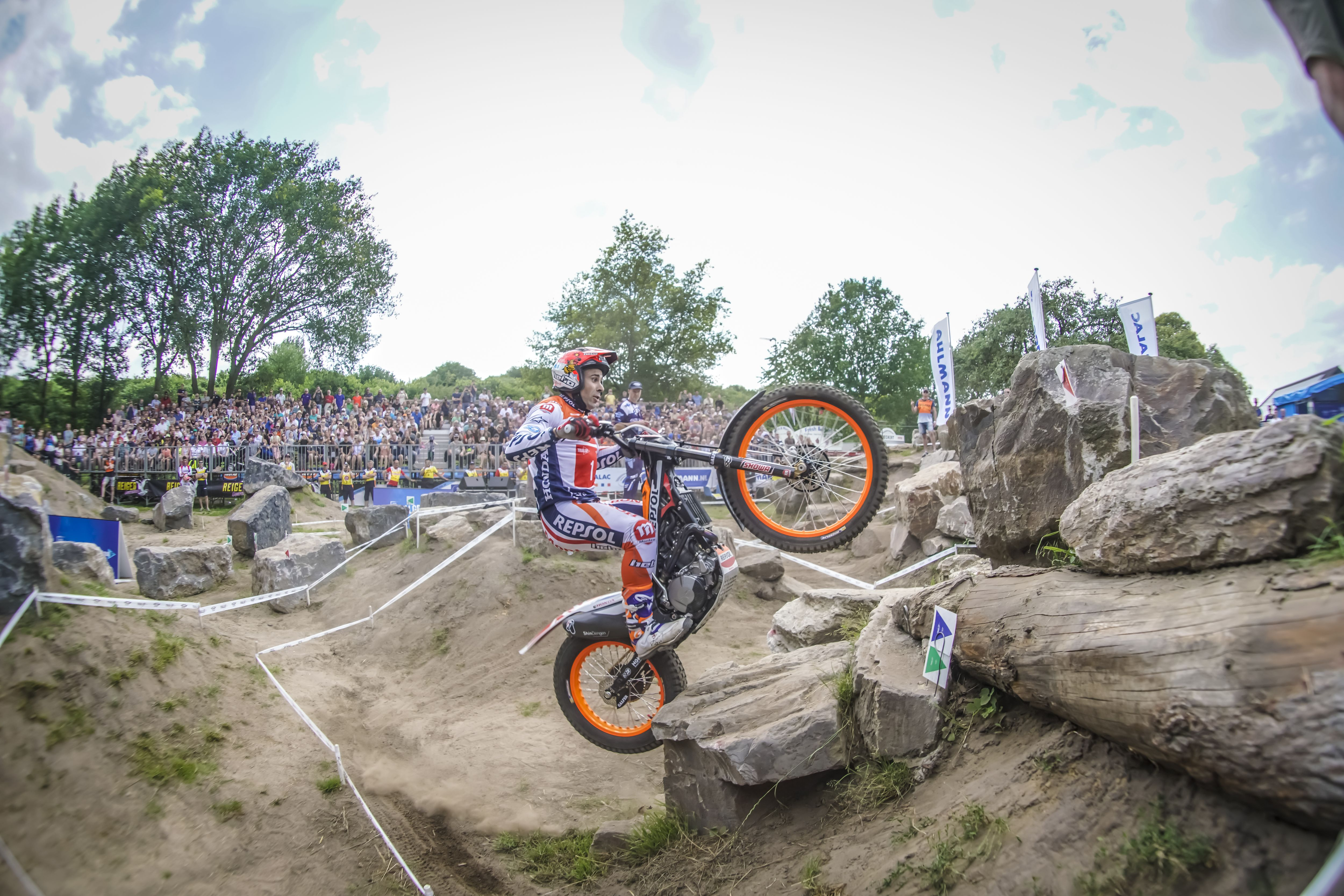
Trial aux Pays-Bas (2019).
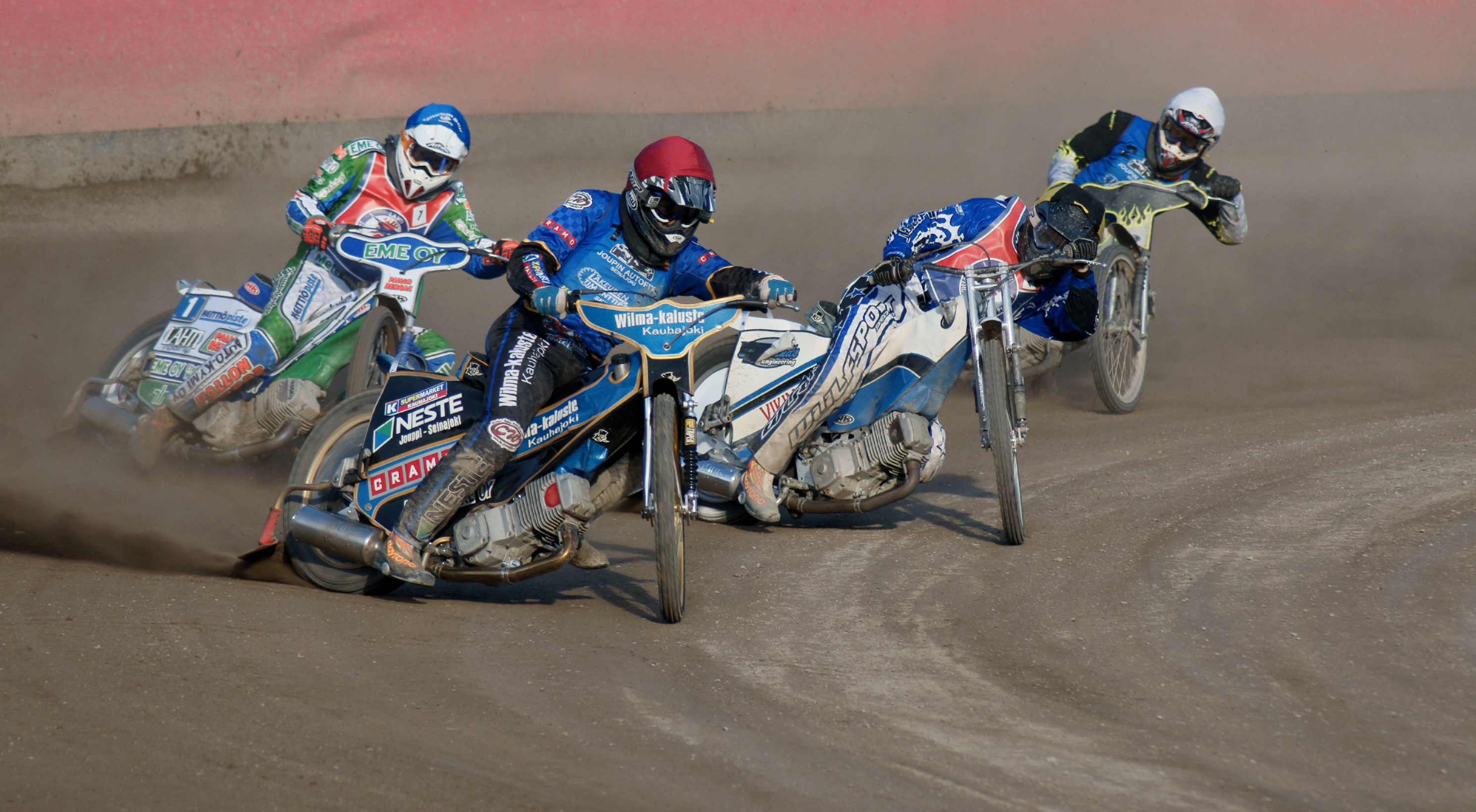
Course de speedway (2010).
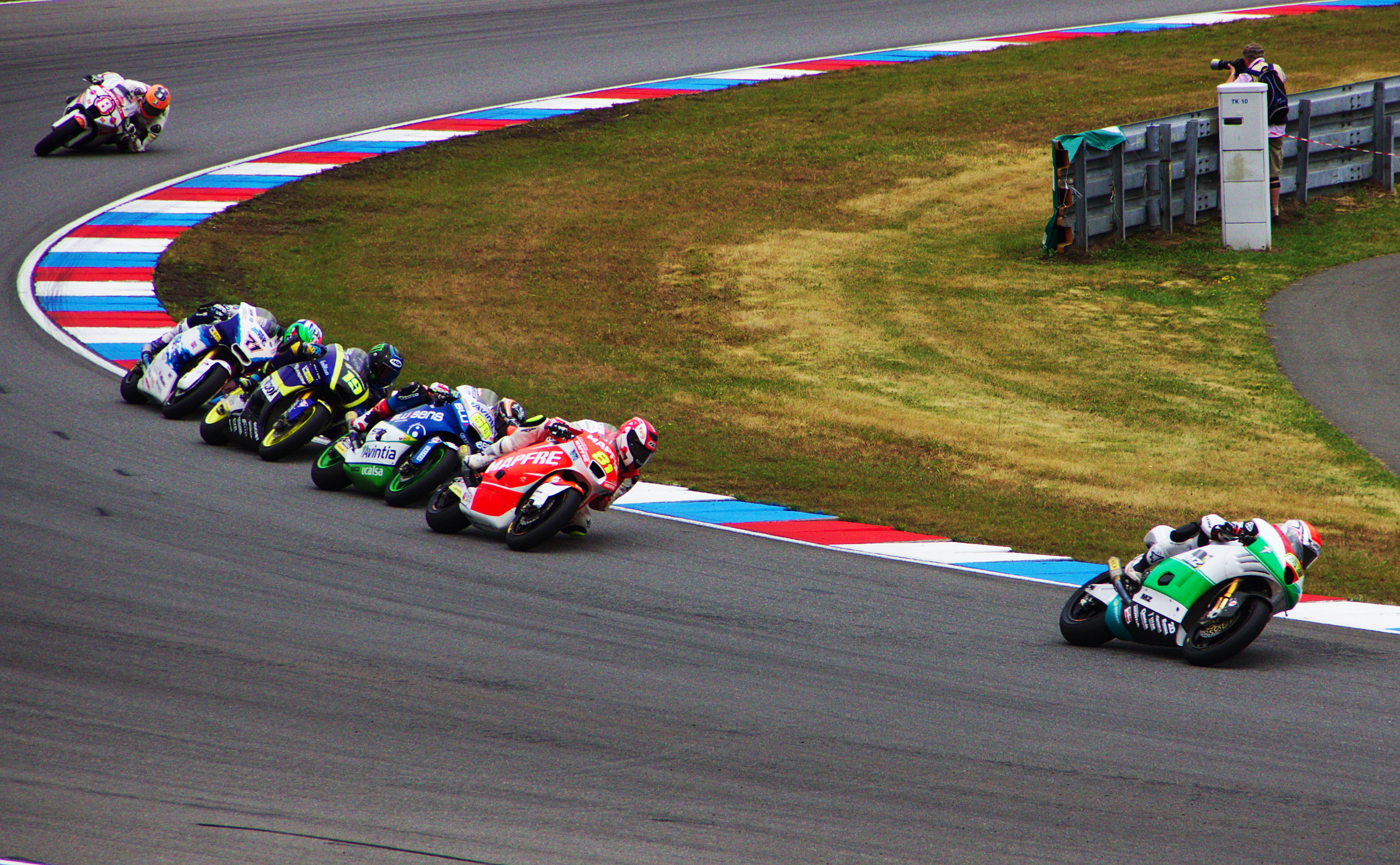
Grand Prix de Brno en 600 cm3 (2012).

## Aspects techniques

### Commandes: simplification et standardisation progressives

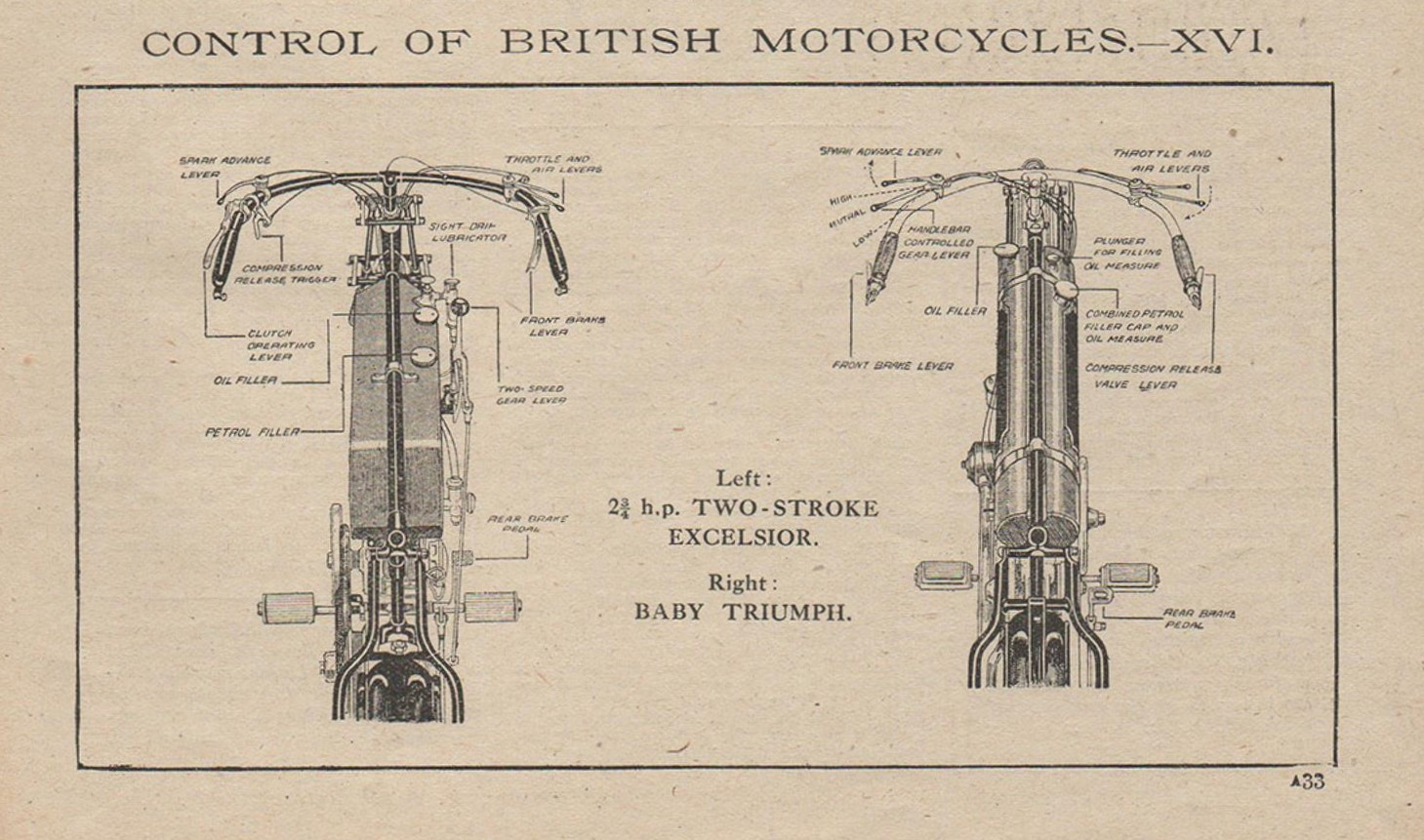
Commandes d'une Excelsior (à gauche) et d'une Triumph (à droite) en 1916.

Jusque dans les années 1930, le pilotage d'une moto est un exercice bien plus complexe qu'aujourd'hui. Sur une Triumph Junior/Baby de 1916, par exemple, il y a six commandes au guidon : relevage des soupapes, changement de vitesses, frein avant, avance à l'allumage, admission d'essence et admission d'air au carburateur. Les modèles avec embrayage sont en outre dotés d'une ou deux commandes pour l'activer. Le pilote doit aussi penser à activer régulièrement la pompe à huile manuelle. En outre, les commandes peuvent être disposées de façon différente d'une marque à une autre.
La simplification de ces commandes, et la standardisation de leur implantation, se font de manière progressive : pompe à huile automatique (première moitié des années 1930), fin du besoin de relever les soupapes, commande unique d'embrayage au guidon côté gauche, poignée tournante d'accélérateur côté droit (à partir du milieu des années 1920), sélecteur de vitesses au pied gauche et commande de frein arrière au pied droit.

### Conception et construction
La conception et la construction d'une moto font appel à un grand nombre d'éléments, dont les principaux sont mentionnés et succinctement explicités ci-dessous.

#### Cadre
Le cadre (ou châssis) relie les différents autres éléments entre eux et assure la rigidité de la moto. Historiquement dérivés de cadres de vélos, les cadres de moto ont différentes formes (simple ou double berceau, treillis, périphérique, etc.), et utilisent des matériaux variés, les plus courants étant l'acier et l'aluminium. L'avant du cadre supporte une fourche reliée à la roue avant et actionnée par un guidon.

#### Moteur
La quasi-totalité des motos du XXe siècle et du XXIe siècle sont dotées de moteurs thermiques à deux ou quatre temps, dont la cylindrée va de 50 cm3 (cyclomoteurs et scooters) à plus de 2 000 cm3 (par exemple, la Triumph Rocket III est dotée d'un moteur tricylindre en ligne de 2 294 cm3). La réglementation environnementale a progressivement fait basculer les motos de forte puissance vers des moteurs à quatre temps, les moteurs à deux temps restant très présents sur les cyclomoteurs et scooters urbains. Les moteurs de motos peuvent être dotés d'un cylindre (moteurs monocylindres), de deux cylindres (moteurs bicylindres), ou de trois, quatre cylindres, voire plus. Il existe une très grande variété de configuration de moteurs multicylindres (en V, en ligne, à plat, etc.) et ils peuvent être disposés de plusieurs façons (droits ou inclinés, face à la route ou non, etc.). Pour assurer une meilleure stabilité de la moto, le moteur est généralement situé le plus bas possible. Il joue parfois un rôle complémentaire à celui du cadre en participant à la rigidité de la moto. À partir des années 2000, plusieurs constructeurs commencent à commercialiser des motos à moteur électrique.

#### Roues et pneus
Les roues et les pneus assurent le contact entre la moto et le sol. La roue arrière est motrice, et souvent dotée d'un pneu plus large que celui de la roue avant. Les roues sont équipées de rayons ou de branches. Plus rarement, elles peuvent être pleines, comme celles de la Harley-Davidson Fat Boy.

#### Transmission
La transmission transmet la rotation de la boîte de vitesses, issue du mouvement linéaire du moteur par l'intermédiaire d'un vilbrequin, à la roue motrice. On distingue la transmission primaire, qui relie le moteur à la boîte de vitesses, et la transmission secondaire, qui relie la boîte à la roue motrice. Il y a trois familles de transmission secondaire : à chaîne, système le plus répandu, à courroie, système utilisé notamment par les marques américaines Harley-Davidson et Indian, et à arbre et cardan, système utilisé notamment par la marque allemande BMW.

#### Boîte de vitesses
La boîte de vitesses, robotisée ou non, permet de choisir la démultiplication entre le moteur et la roue motrice. Au XXIe siècle, les motos à loteur thermique peuvent avoir jusqu'à six rapports différents, et certains modèles sont dotés d'une marche arrière. La plupart des scooters et des cyclomoteurs à moteur thermique n'ont pas de boîte de vitesses mais sont équipés d'un variateur de vitesse mécanique.

#### Suspension
La suspension joue un rôle essentiel pour assurer le contact des roues avec le sol quel que soit l'état du sol. Elle contribue  à la tenue de route et au confort du pilote et du passager. Les toutes premières motos du début de XXe siècle n'avaient aucune suspension. La suspension avant est apparue dans la première moitié des années 1900, puis la suspension arrière. Les motos modernes ont généralement une suspension arrière à bras oscillant couplé avec un ou deux amortisseurs, et une fourche hydraulique à l'avant.

#### Freins
Les freins servent à ralentir et arrêter la moto. Les motos américaines (Harley-Davidson, Indian) n'ont longtemps été équipées que d'un frein arrière, alors que les motos européennes avaient déjà un frein à l'arrière et un à l'avant. Initialement dérivés des systèmes utilisés sur les vélos, les freins ont connu trois grandes évolutions : le frein à tambour puis le frein à disque, et enfin l'ABS. Les motos modernes sont généralement équipées d'un frein à disque, simple ou double, à l'avant. Le frein à disque remplace progressivement le tambour à l'arrière, notamment sur les modèles les plus puissants. Les modèles puissants ou luxueux sont les premiers dotés d'ABS, dispositif rendu progressivement obligatoire par la réglementation européenne à partir de 2016.
Une moto comporte en outre un réservoir qui contient le carburant, une (ou deux) selle(s), un système électrique, diverses commandes (d'embrayage, de frein, de clignotants, sélecteur de vitesses, etc.) et plusieurs équipements (échappement, éclairage, clignotants, compteur de vitesse, compte-tours, carénage, etc.), certains rendus obligatoires par la réglementation, d'autres étant optionnels.

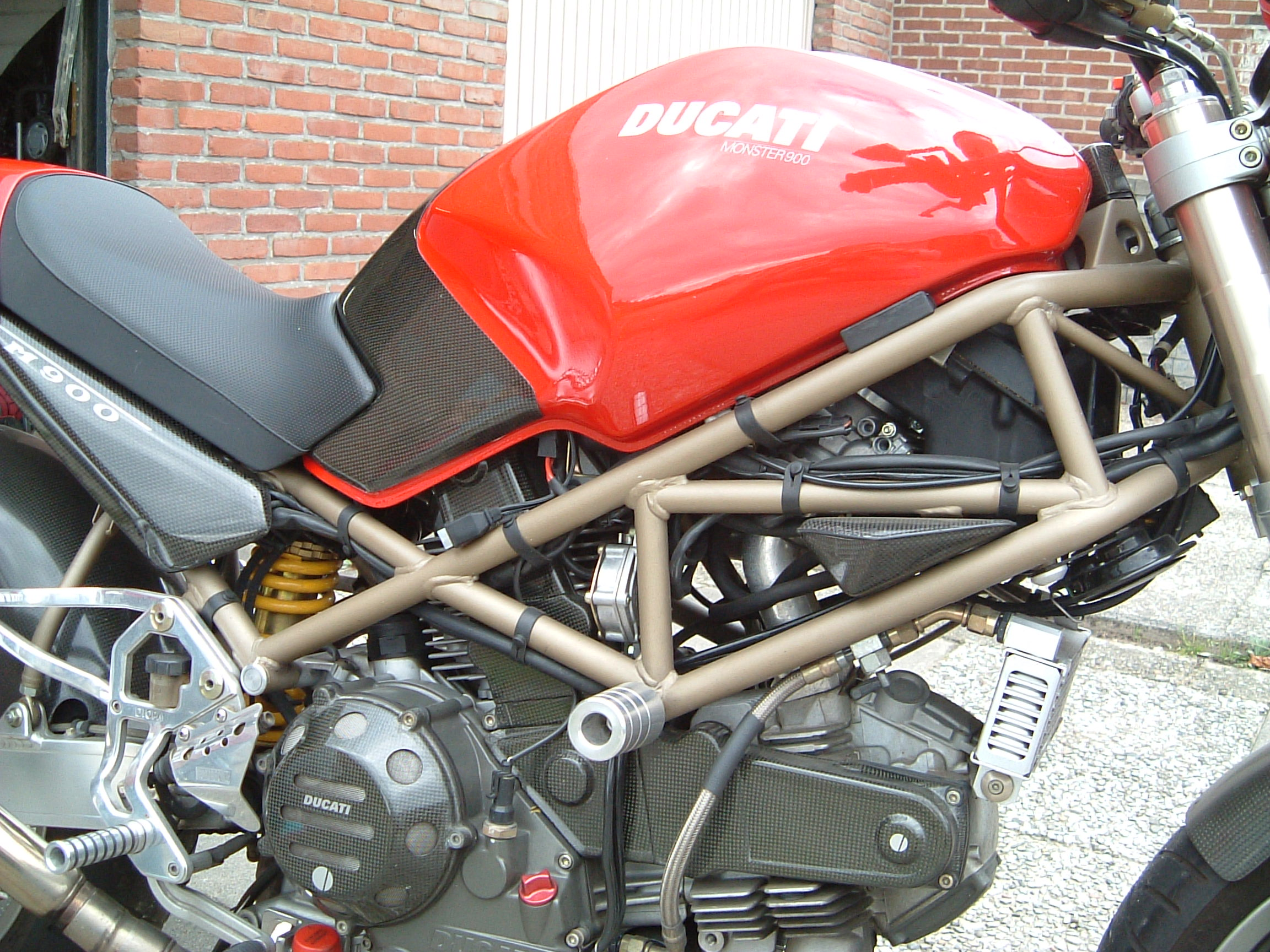
Cadre treillis et moteur bicylindre de Ducati Monster 900 (2005).
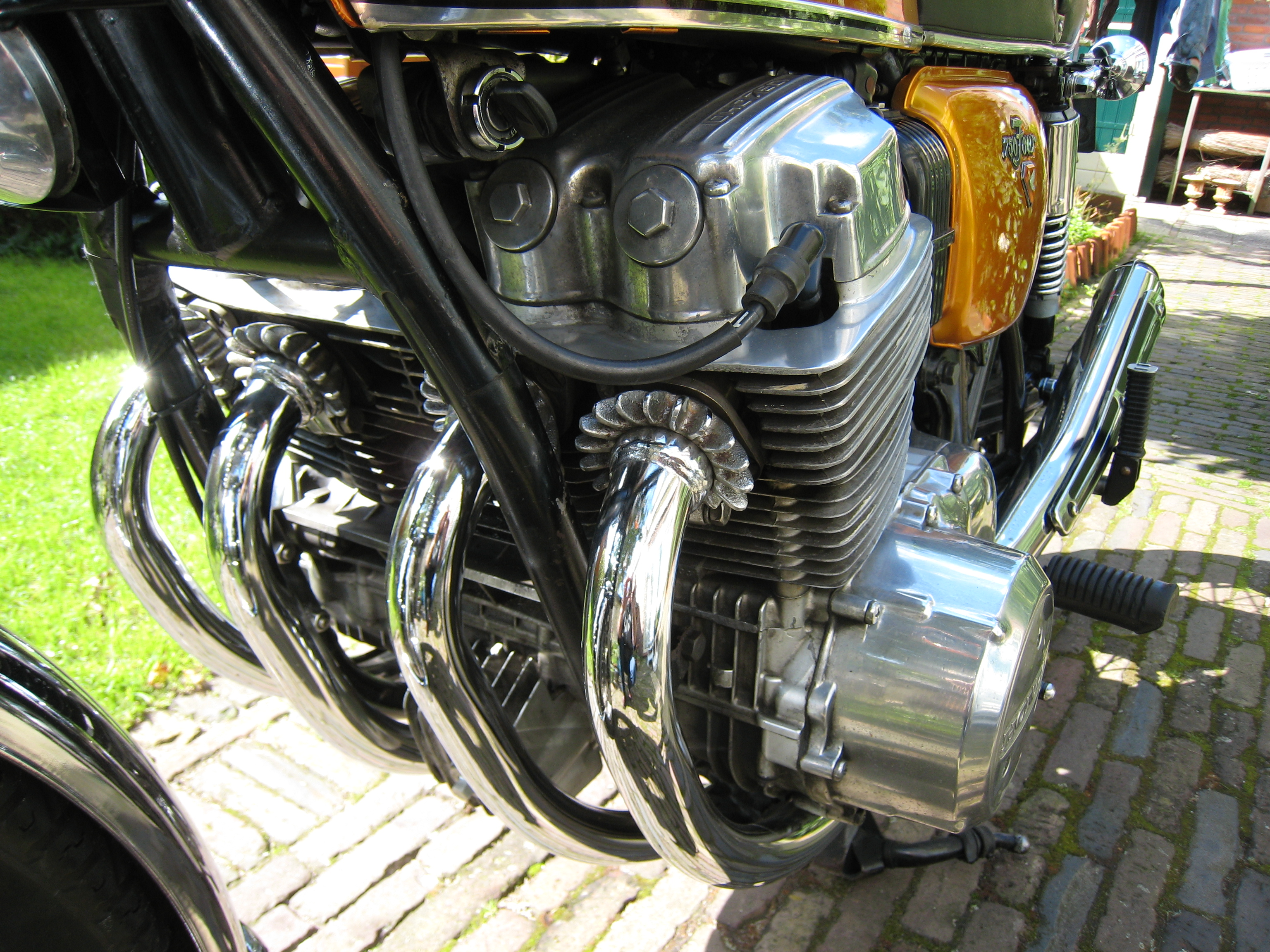
Moteur à 4 cylindres et cadre double berceau de Honda CB750 Four (1973).
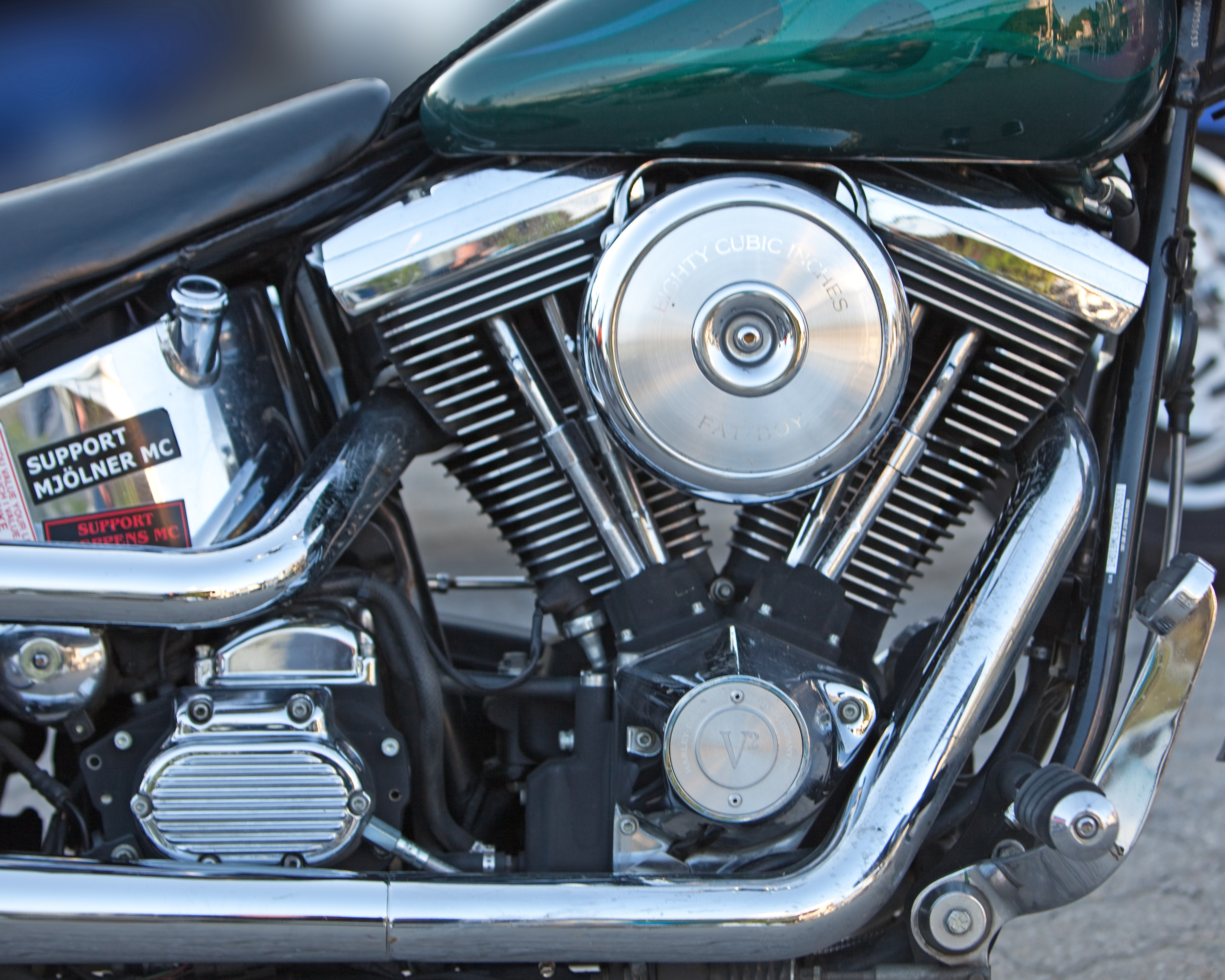
Moteur bicylindre en V de Harley-Davidson (2012).
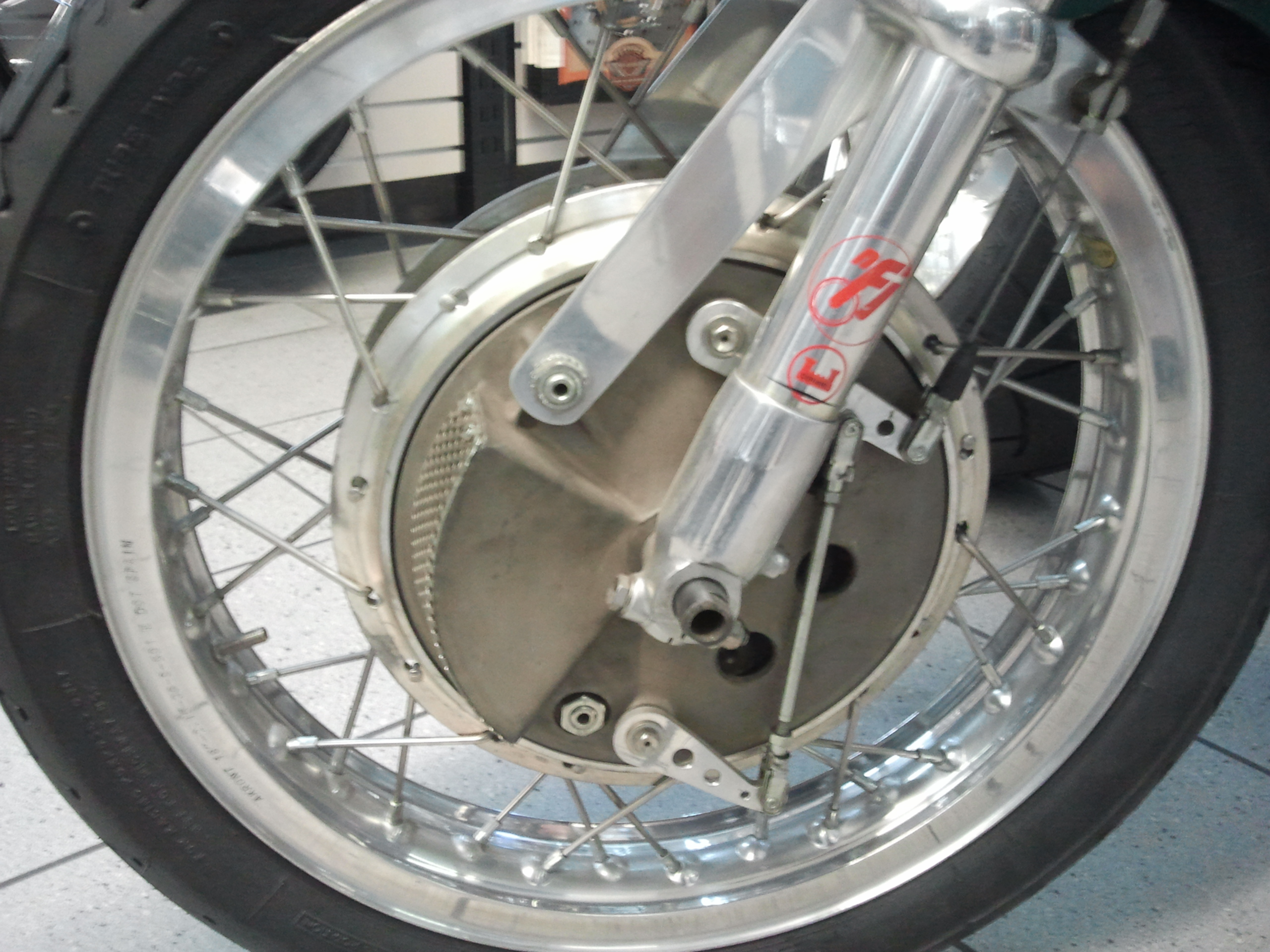
Frein avant à tambour ventilé et double came sur roue à rayons, Aermacchi (1968).
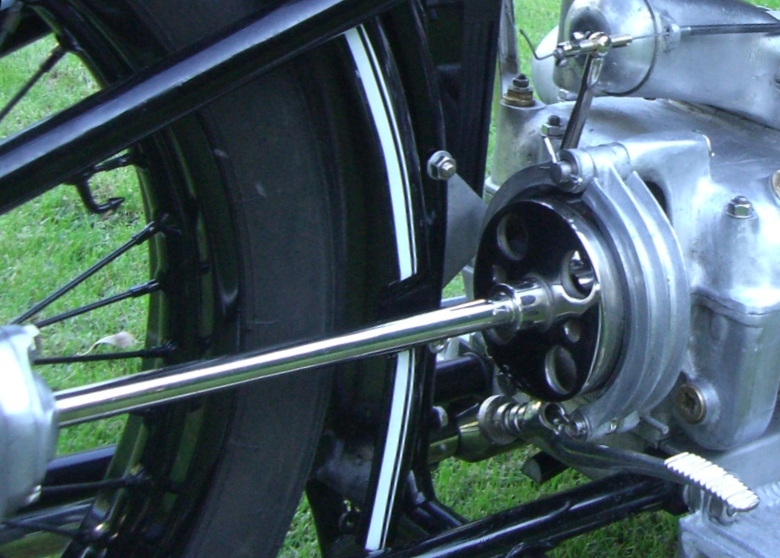
Arbre de transmission de BMW R 47 (1927).
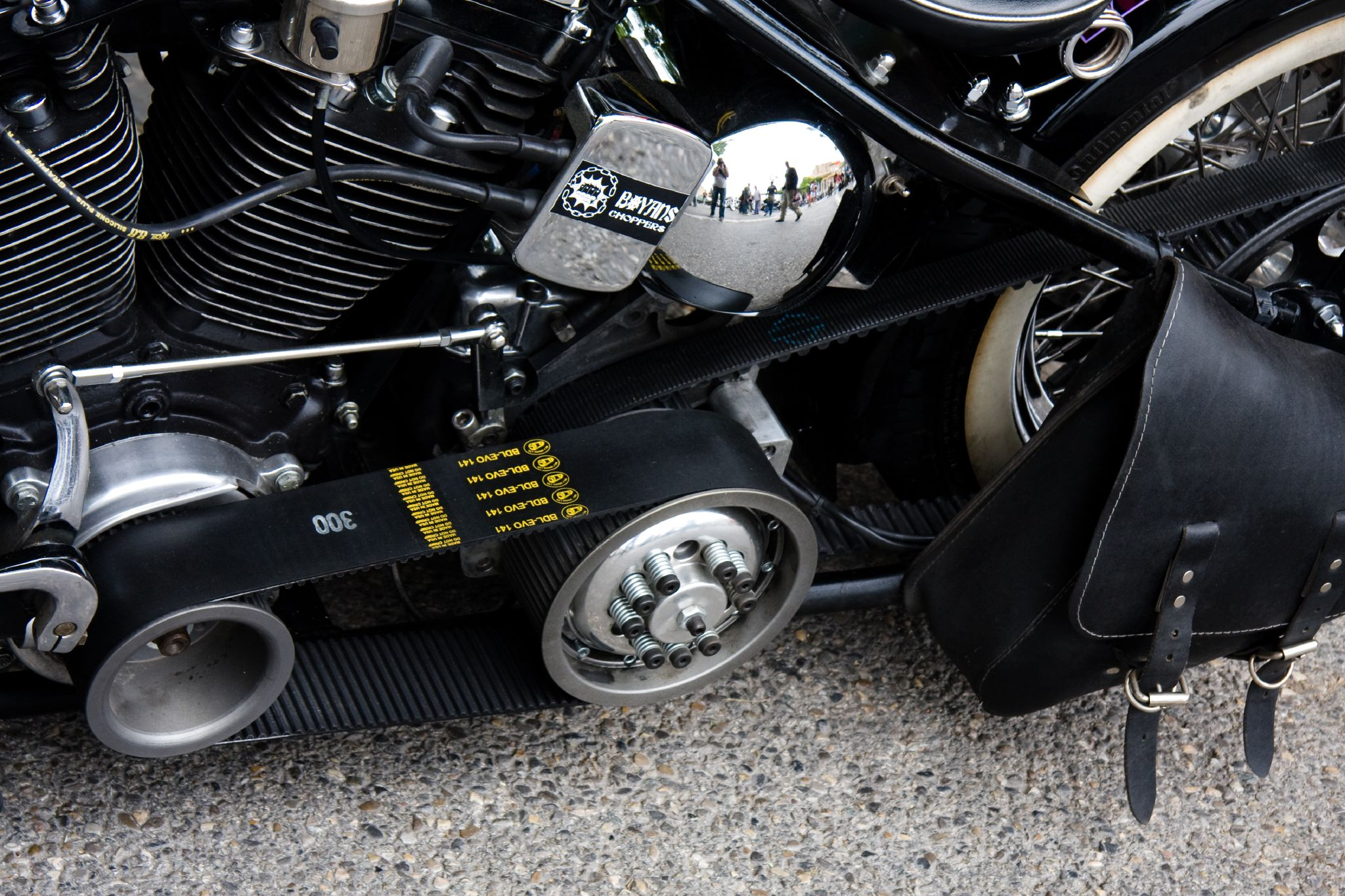
Transmission primaire et secondaire par courroie sur Harley-Davidson (2009).
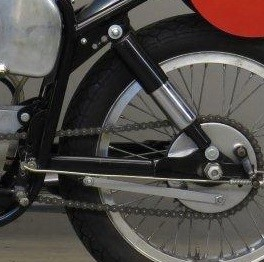
Bras oscillant, deux amortisseurs, frein arrière à tambour et transmission finale par chaîne sur BSA Gold Star (1952).
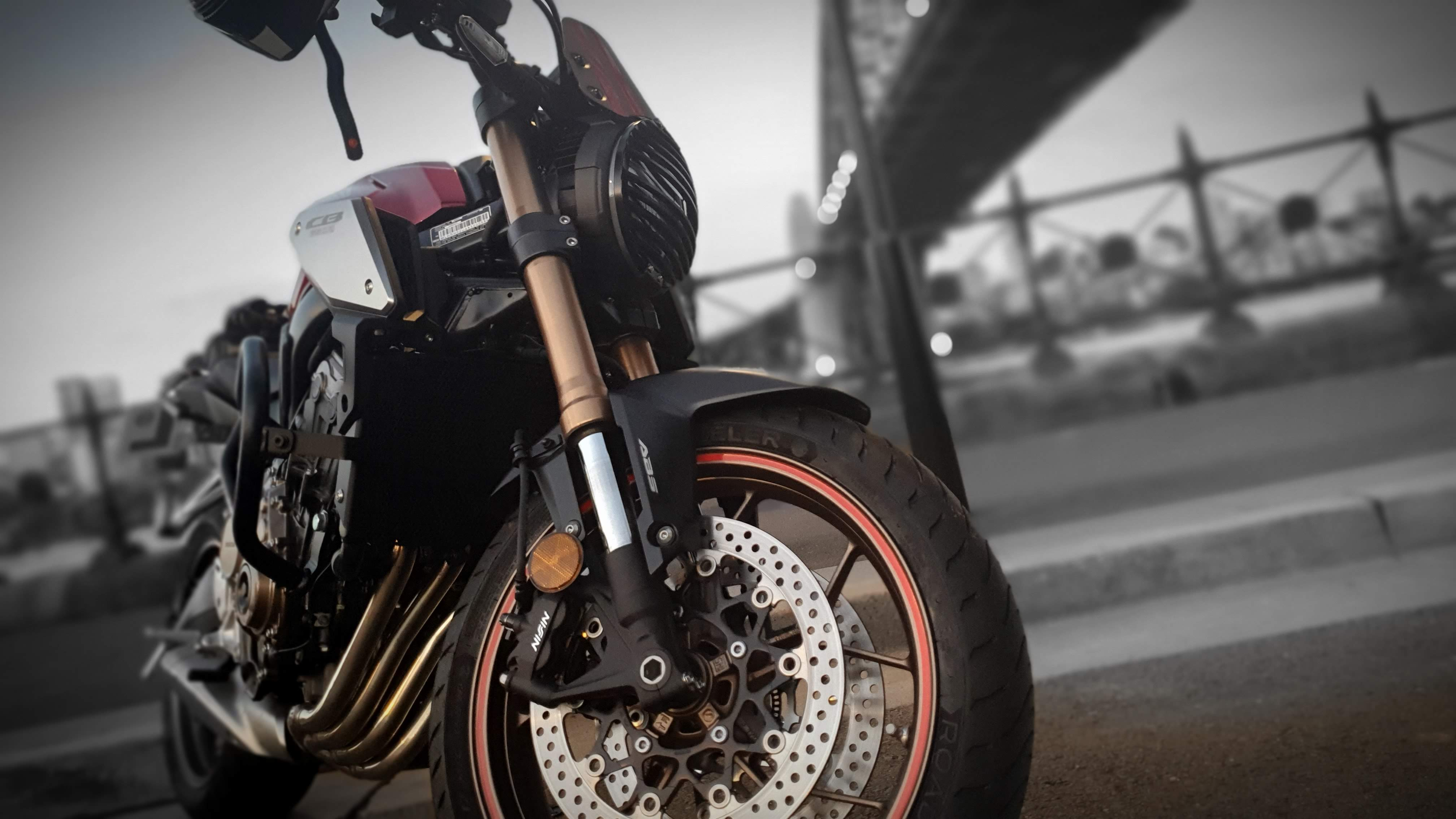
Double frein à disque, fourche télescopique et roue à bâtons sur Honda CB650R (2021).

### Comportement et performances
Le comportement et les performances d'une moto dépendent de nombreux paramètres techniques, dont les plus importants sont :
- le poids : plus la moto est légère, plus elle sera facile à manœuvrer, notamment à faible vitesse, et, à moteur égal, elle pourra mieux accélérer et atteindre des vitesses plus élevées ;
- la puissance et le couple du moteur, qui conditionnent les performances dynamiques de la moto. La puissance permet d'atteindre une vitesse plus élevée, et le couple plutôt d'obtenir des accélérations fortes. Puissance et couple sont généralement corrélés positivement avec la cylindrée du moteur ;
- le rapport poids/puissance[N 30] : plus il est faible, meilleures seront les performances dynamiques. Ce rapport est inférieur à 1 kg/ch pour les motos sportives ou de compétition, de l'ordre de 2 kg/ch pour une grande routière comme la BMW R 1250 RT ou un trail comme le Triumph Tiger 900 GT, de 3 kg/ch pour un custom comme la Harley Softail Fat Boy, de 5 kg/ch pour un roadster comme le Kawasaki W800 et de 9 kg/ch pour une 125 cm3 comme la Yamaha XSR 125.

La géométrie de la moto a également une grande influence sur son comportement dynamique. Les paramètres les plus importants de cette géométrie sont :
- la distance entre l'axe des roues, appelée « empattement » : plus elle est petite, plus maniable sera la moto, mais au détriment de la stabilité à haute vitesse ;
- la chasse et l'angle de chasse : plus ils sont faibles, plus faciles seront les changements de direction, mais au détriment de la stabilité en ligne droite.

| Type                    | Sportive           | Routière      | Gros custom         | Trail             | Roadster sportif | Roaster urbain       | Citadine       | Scooter         |
| ----------------------- | ------------------ | ------------- | ------------------- | ----------------- | ---------------- | -------------------- | -------------- | --------------- |
| Modèle                  | Ducati Panigale V4 | BMW R 1250 RT | Harley Breakout 114 | Triumph Tiger 900 | Yamaha MT-07     | Royal Enfield Meteor | Yamaha XSR 125 | Honda Forza 125 |
| Cylindrée (cm3)         | 998                | 1 254         | 1 868               | 888               | 689              | 349                  | 125            | 125             |
| Couple (N m)            | 112                | 143           | 155                 | 87                | 68               | 27                   | 11,5           | 12              |
| Puissance (ch)          | 221                | 136           | 93                  | 95                | 74               | 20                   | 15             | 14              |
| Poids (kg)              | 172                | 279           | 295                 | 192               | 180              | 191                  | 150            | 161             |
| Rapport poids/puissance | 0,78               | 2,1           | 3,2                 | 2                 | 2,4              | 9,5                  | 10             | 11              |
| Empattement (mm)        | 1 471              | 1 485         | 1 695               | 1 556             | 1 400            | 1 400                | 1 330          | 1 490           |
| Angle de chasse (°)     | 24,5               | 25,9          | 34                  | 24,6              | 24,5             | NC                   | 26             | 26,5            |

## Types
Les motos peuvent se classer en différents types, chaque type ayant des caractéristiques différentes telles que la maniabilité, le poids ou la position de pilotage. Il existe plusieurs typologies informelles, dont les catégories ne sont pas figées, et leurs frontières pas toujours définies par des critères universels. Il existe cependant des grandes catégories :

### Routière, grand tourisme

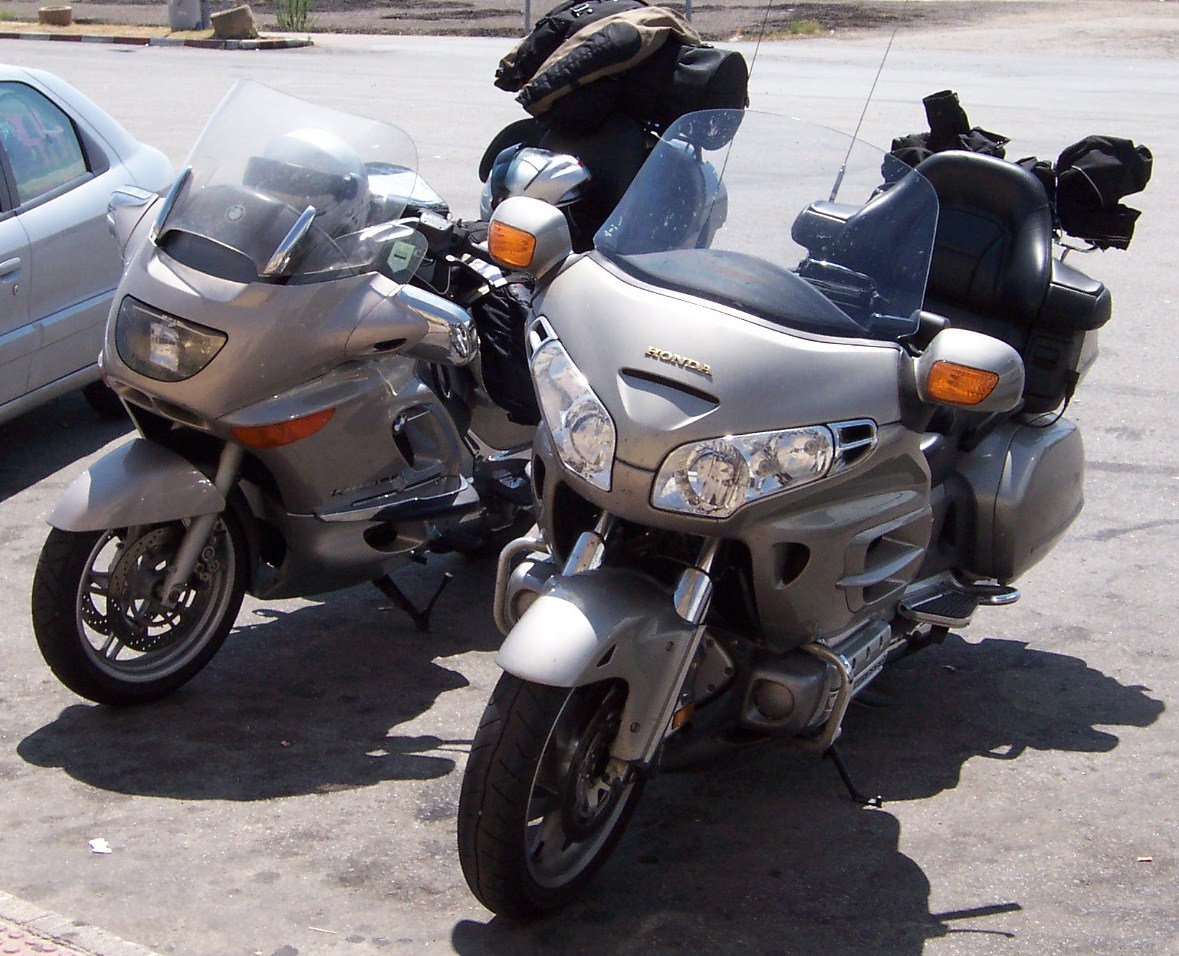
Routières : BMW K 1200 LT et Honda 1800 en.

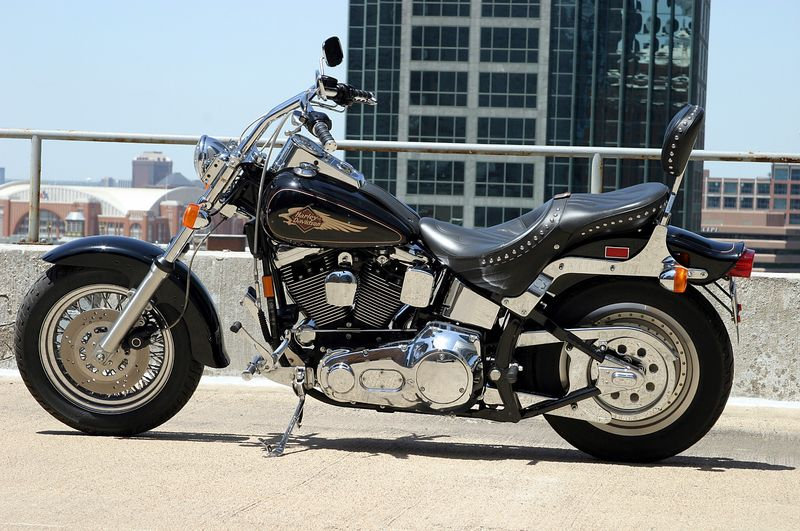
Custom : Harley-Davidson FXSTC.

Conçue pour les longs trajets routiers, une moto routière privilégie le confort de conduite. Ce type se caractérise par une position de conduite assise, dos proche de la verticale comme sur une chaise, bras tendus et jambes dépliées. Les motos routières accueillent facilement un passager et une bagagerie volumineuse (top case, valises ou sacoches latérales, sacoche de réservoir). 
La plupart sont dotées d'un moteur de forte cylindrée, souvent supérieure à 1 000 cm3, d'un carénage plus ou moins enveloppant destiné à protéger du vent relatif et des intempéries, et d'un réservoir permettant une autonomie de plusieurs centaines de kilomètres. Les motos de cette catégorie se déclinent en gammes spécialisées qui partent du grand tourisme (GT) avec les modèles les plus grands et les plus lourds, puis les routières, et enfin les routières sportives qui sont dans l'esprit les équivalentes des berlines sportives, avec les concessions respectives inhérentes aux deux usages (confort-bagages / comportement dynamique).

### Sportive

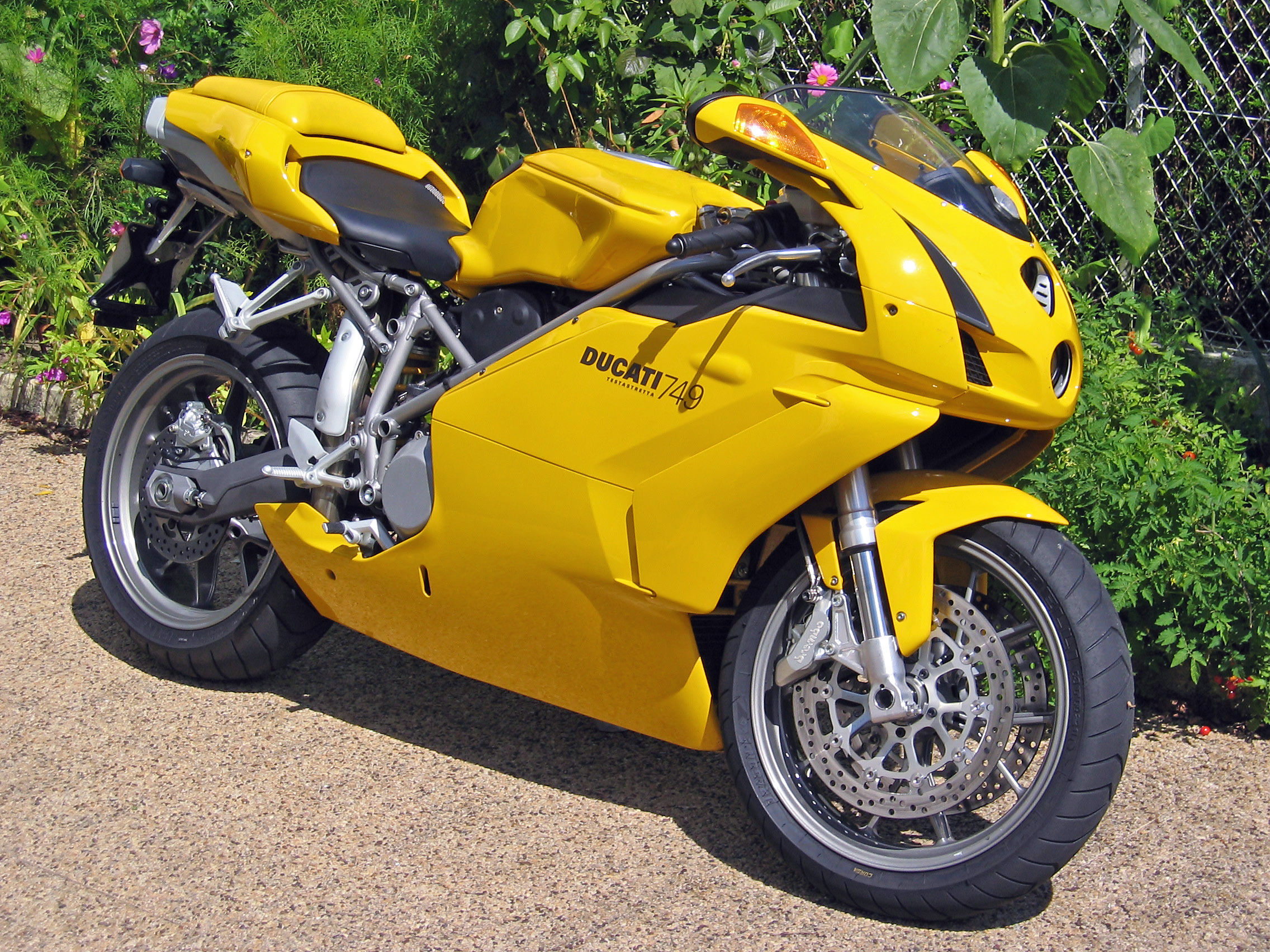
Sportive : Ducati 749.

Modèle dérivé de celles utilisées en compétition de vitesse, la moto de type sportive est capable d’accélération et de vitesse élevées. Parmi les plus puissantes, citons la série des GSX-R de Suzuki, ainsi que la série Yamaha YZF-R1. Selon la cylindrée et la vocation plus ou moins affirmée pour la compétition sur circuit, on distingue deux catégories prépondérantes dans le monde des sportives : les « Super-sport » (600 cm3), et les « Superbike » (1 000 cm3). Il existe des cylindrées intermédiaires, voire plus faibles ou plus élevées. La puissance de leur motorisation et le poids plume de leur châssis constituent les principaux arguments commerciaux.
Ces motos sont peu adaptées à un usage urbain de par leur mauvaise maniabilité à basse vitesse, leurs suspensions souvent réglées dures rendant leur comportement inconfortable sur route dégradée, et leur position de conduite, tronc allongé sur le réservoir, qui ne favorisent pas leur aptitude au voyage. Le duo est possible par homologation, quoi que cela ne soit pas leur vocation première. Leur prix de vente (vitrine technologique des constructeurs) et le coût de leur entretien (pneus tendres, moteurs poussés) sont des freins rédhibitoires à l'achat pour de nombreux motards.

### Roadster

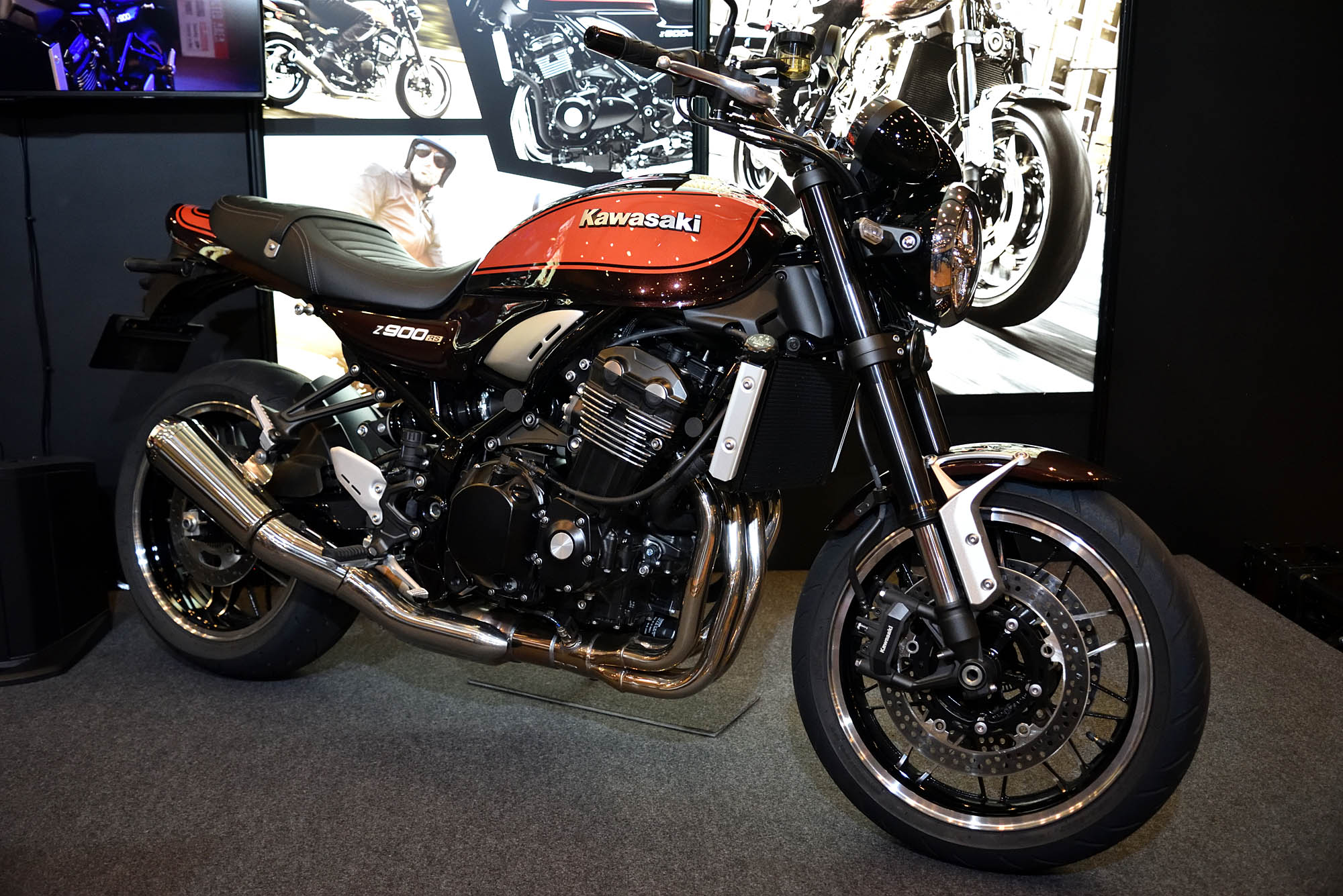
Roadster sportif : Kawasaki Z 900RS (2018).

Un roadster se caractérise par l'absence de carénage. L'accent est ici mis sur les sensations d'accélération, de nervosité et de maniabilité. Le moteur « coupleux » (riche en couple) donne un très bon rapport poids/puissance. Bien que destinée à une utilisation urbaine, cette moto se prête également à des trajets routiers, mais l'absence de carénage expose le conducteur à la pression du vent. Elle peut être dotée d'équipements pour un meilleur confort de conduite comme une bulle (petit pare-brise), un saute-vent ou une tête de fourche. Outre les motos dites « basiques », les roadsters simples de cylindrée moyenne sont prisés par les débutants pour leur facilité de prise en main. On compte dans cette catégorie de plus en plus de roadsters sportifs, dotés de moteurs plus puissants, capables de très fortes accélérations.
En 2022, l'offre en France de ce type de motos est très large : Yamaha, Triumph, Kawasaki et Ducati en proposent chacun plus de quinze modèles, et plusieurs autres marques (BMW, Honda, KTM, MV Agusta, Royal Enfield, etc.) en proposent au moins six chacune.

### Cruiserou custom
La moto de type cruiser se caractérise par une position de conduite avec les pieds en avant, et une selle basse. Elle poursuit le style de certaines machines américaines des années 1930 au début des années 1960, comme celles produites par Harley-Davidson, Indian, Excelsior et Henderson.
Cette catégorie évolue depuis les années 2000, avec l'augmentation de la cylindrée (muscle-bikes représentés par la Rocket III de Triumph de 2 294 cm3 ou Dragster comme la VRXSE Destroyer de Harley-Davidson), le retour à la mode de modèles plus ou moins carénés se rapprochant du grand tourisme (Bagger représenté par le Street-Glide de Harley-Davidson ou touring tel la Vision de Victory).
En 2022, l'offre de ce type de modèles en France est essentiellement assurée par Harley-Davidson (neuf modèles) et Indian (neuf modèles), qui en ont fait leur cœur de gamme, et, dans une moindre mesure, Triumph (sept modèles), BMW (trois modèles), Honda (trois modèles), Kawasaki (trois modèles) ou encore Ducati (quatre modèles).
Les cruisers forment la base la plus courante pour les motos custom personnalisées.

### Trail

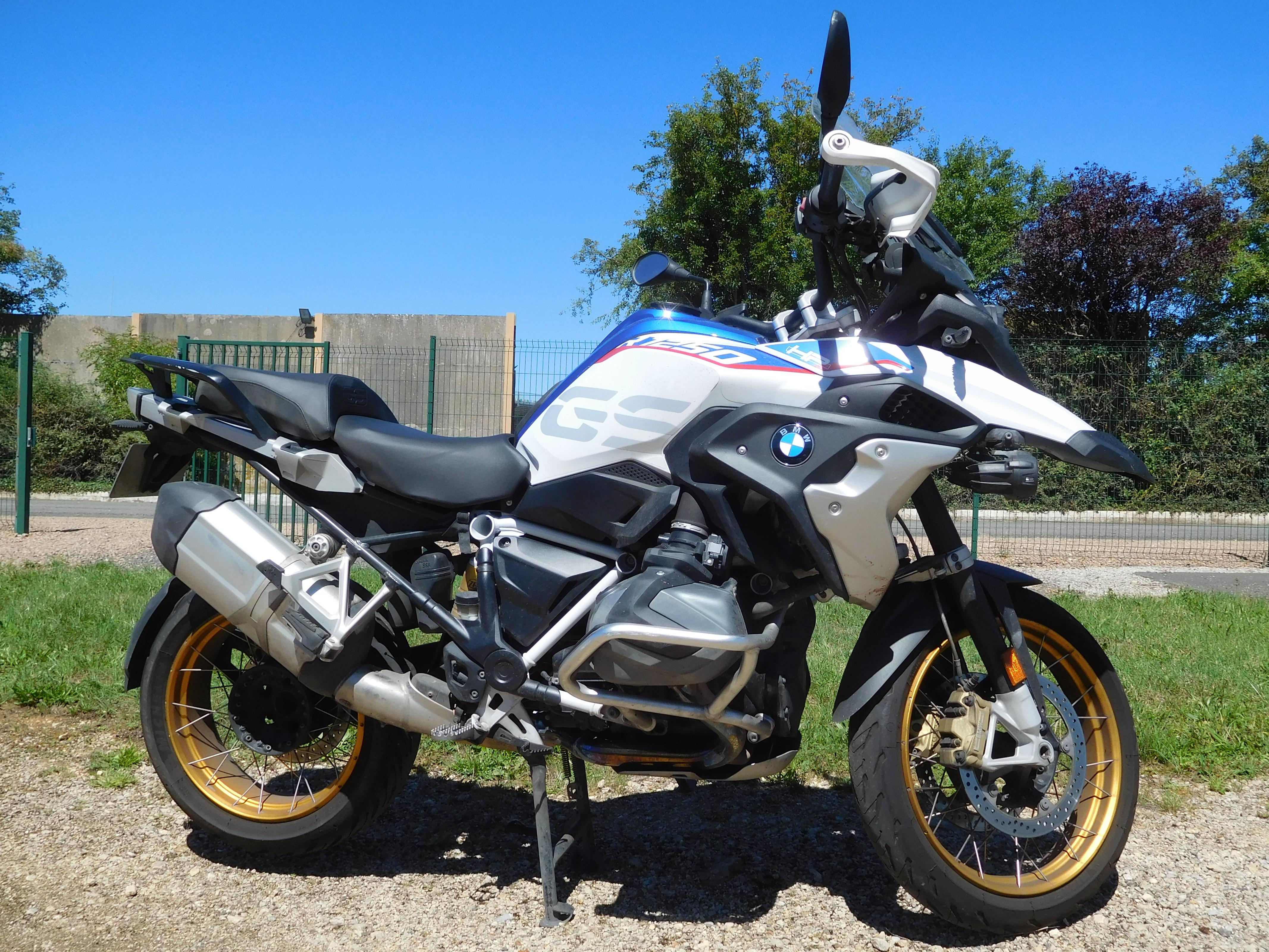
Trail routier : BMW R 1250 GS (2022).

Le trail est une moto capable d'évoluer aussi bien sur route qu'en tout-chemin. La mode des trails a été lancée à la fin des années 1970, avec la Yamaha XT 500 et les débuts des grandes compétitions d'endurance qui avaient lieu sur le sol africain. Ces machines sont parfois dérivées de motos d'enduro ou de cross, mais ont tout l'équipement pour pouvoir circuler sur route.
Cette catégorie s'est diversifiée  avec l'apparition des trails routiers ou « trails-GT » qui adoptent la même géométrie de construction mais avec des adaptations (bagagerie, protections contre les intempéries, monte pneumatique plus orientée route, etc.) permettant une grande polyvalence d'utilisation mais une facilité en hors-piste moindre.
Ce segment peut aussi englober les supermotards, qui sont des machines d'enduro adaptées au bitume avec des pneus de route.
Enfin, le marché récent se voit doté de plus en plus de trails sportifs comme la Ducati Multistrada dont le style général et la garde au sol élevée évoquent les trails mais dont la puissance et les performances sont dignes des motos les plus sportives, au détriment des capacités en tout-terrain.
En 2022, l'offre de modèles trails en France est  large : onze modèles chez Triumph et Kawasaki, neuf chez BMW, et plus de cinq chez d'autres constructeurs comme Honda, Yamaha, MV Agusta, ou encore Ducati.

### Motos dites «vertes»

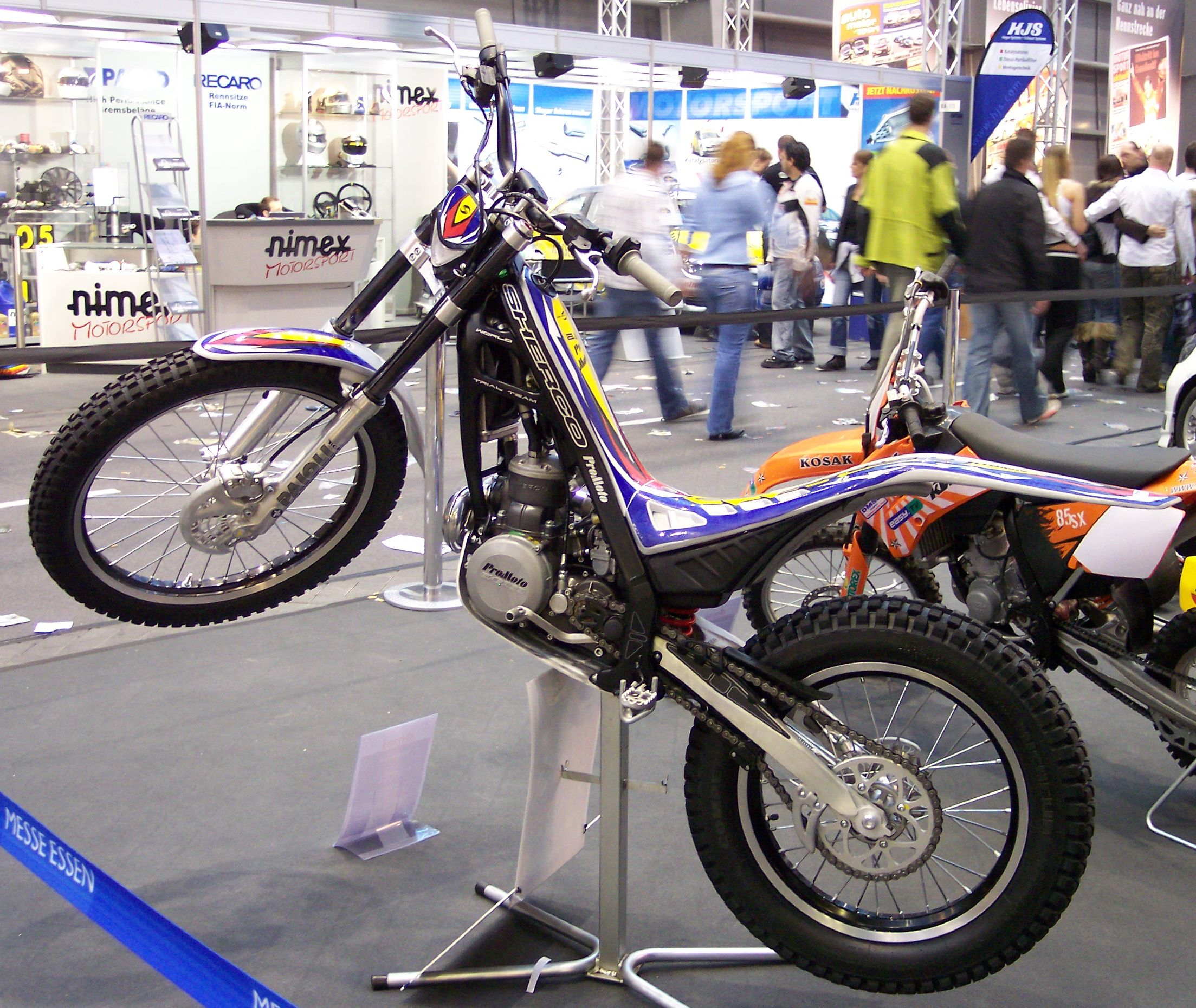
Moto trial Sherco (2009).

Ce sont des machines conçues pour le hors-piste, elles sont souvent dépourvues des équipements obligatoires pour circuler sur routes ouvertes. On peut distinguer plusieurs catégories dans ce créneau très large : les motos d'enduro pour les courses d’endurance tout-terrain, celles de trial pour le franchissement d'obstacles, celles de moto-cross pour les circuits fermés ou encore les supermotards pour la compétition mixte route-terre. Les pratiquants de la moto « verte » se doivent d'être respectueux des autres usagers (équestres, vttistes, piétons, etc.) et des lieux où ils pratiquent leur loisir. Les motos de « trial » sont faites pour franchir des obstacles de plus d’un mètre de dénivellation. Extrêmement légères et maniables, elles ne comportent parfois même pas de selle car les évolutions se font le plus souvent à basse vitesse, debout sur les repose-pieds. Aujourd'hui on voit également l'apparition de motos façon « moto de cross » de petit format portant le nom de « pit bike ». Leur taille réduite permet aux pilotes de s'adonner à des cascades plus libres.

### Scooter

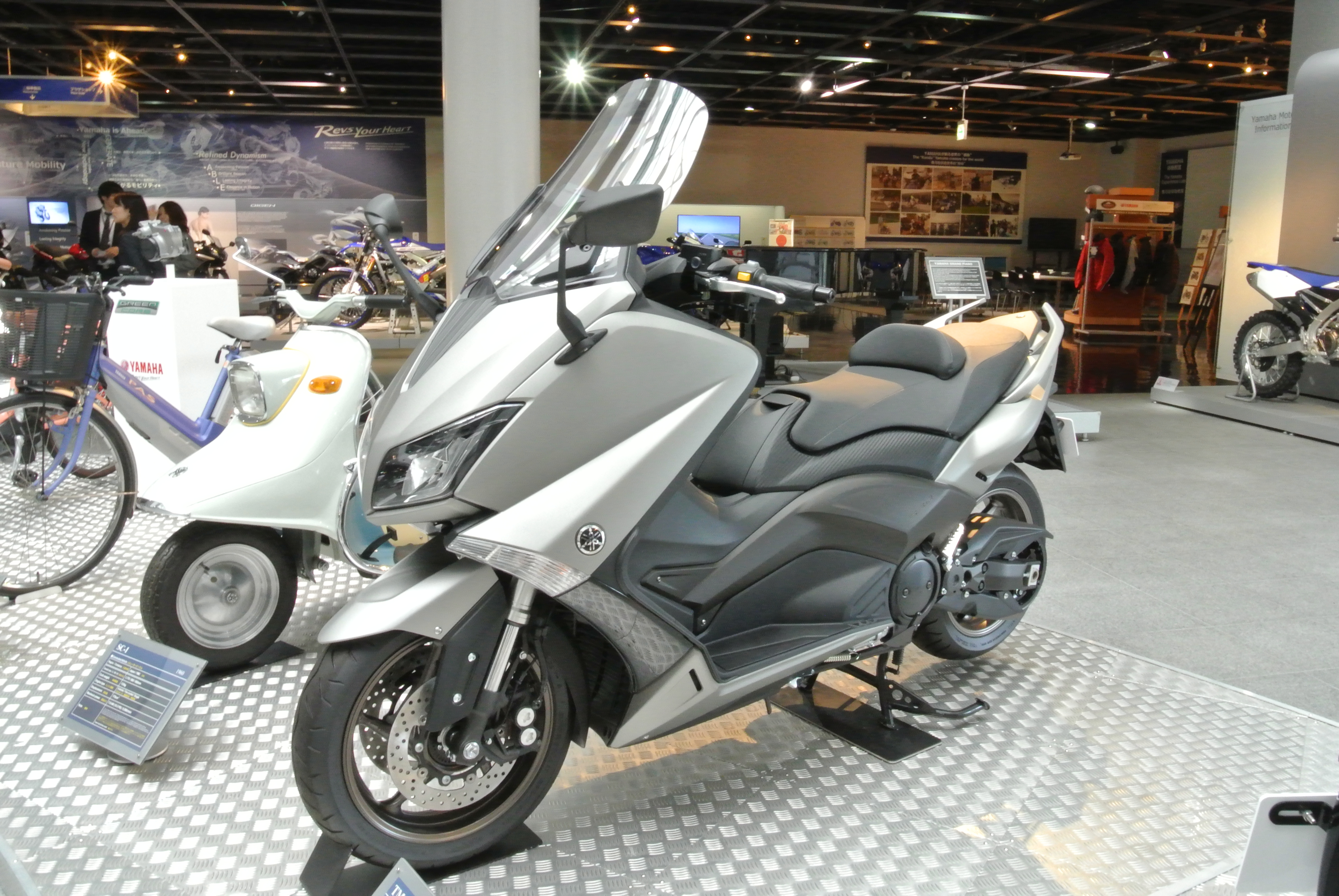
Yamaha T Max 530 (2010).

Le scooter est doté des particularités suivantes : le diamètre des roues qui est souvent inférieur à celui des autres motos, la position de conduite (le pilote place ses jambes devant lui sans devoir enfourcher le véhicule) et un variateur ou une boîte de vitesses automatique. Leur maniabilité et leur facilité d'emploi rend les scooters très populaires dans les villes. Nécessitant généralement un permis de conduire moto, les « maxi-scooters » dotés d'un moteur d'une cylindrée supérieure à 125 cm3, tels que Honda Silver Wing (en), Honda Reflex, Suzuki Burgman (en) et Yamaha TMAX, sont apparus dans les années 2000. L'augmentation de la puissance de ces machines peut induire l'utilisation d'une chaîne pour la transmission secondaire, se substituant à la transmission par courroie typique des scooters, comme le « maxi-scooter » Honda X-ADV. BMW propose le C1 avec un arceau de sécurité, ce qui permet au pilote de s'affranchir du casque (une ceinture de sécurité le rendant solidaire de la machine, et l'arceau le protégeant en cas de chute). Il n’a cependant pas obtenu un succès commercial et la production s'est arrêtée en 2003.

### Modèles à trois roues
Il existe quatre types de véhicules, assimilés par la réglementation à des motos, qui sont dotés de trois roues : les side-cars, les trikes et les scooters à trois roues.

#### Side-cars

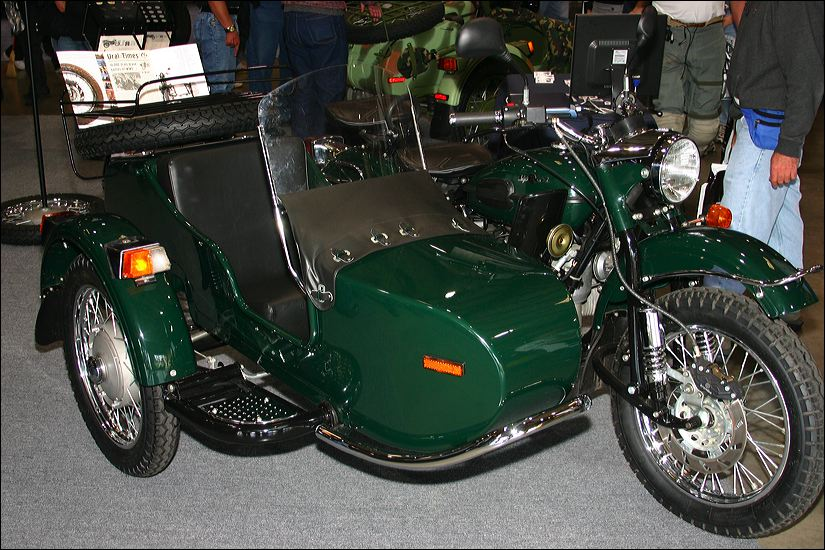
Side-Car IMZ-Ural.

Les premiers side-cars, apparus dès le début du XXe siècle, sont dérivés directement de modèles à deux roues auxquels est attachée une nacelle souvent appelée « panier », elle-même supportée par une roue. Le panier peut être de taille et de composition très diverse (une ou deux places ; ouvert ou fermé ; en osier, bois, acier, etc.). Plusieurs évolutions suivent, apportant notamment freinage et suspension au panier. La troisième roue peut être motrice, comme dans les modèles allemands de la Seconde Guerre mondiale puis leurs dérivés russes (Ural). Les side-cars furent très répandus jusqu'à l'avènement des automobiles familiales à prix abordable. En 2023, quelques constructeurs en ont à leur catalogue, comme le russe Ural, le chinois Changjiang, ou encore le franco-chinois Mash. Plusieurs sociétés spécialisées proposent d'en réaliser à partir de motos de différentes marques.

#### Trikes à deux roues arrière

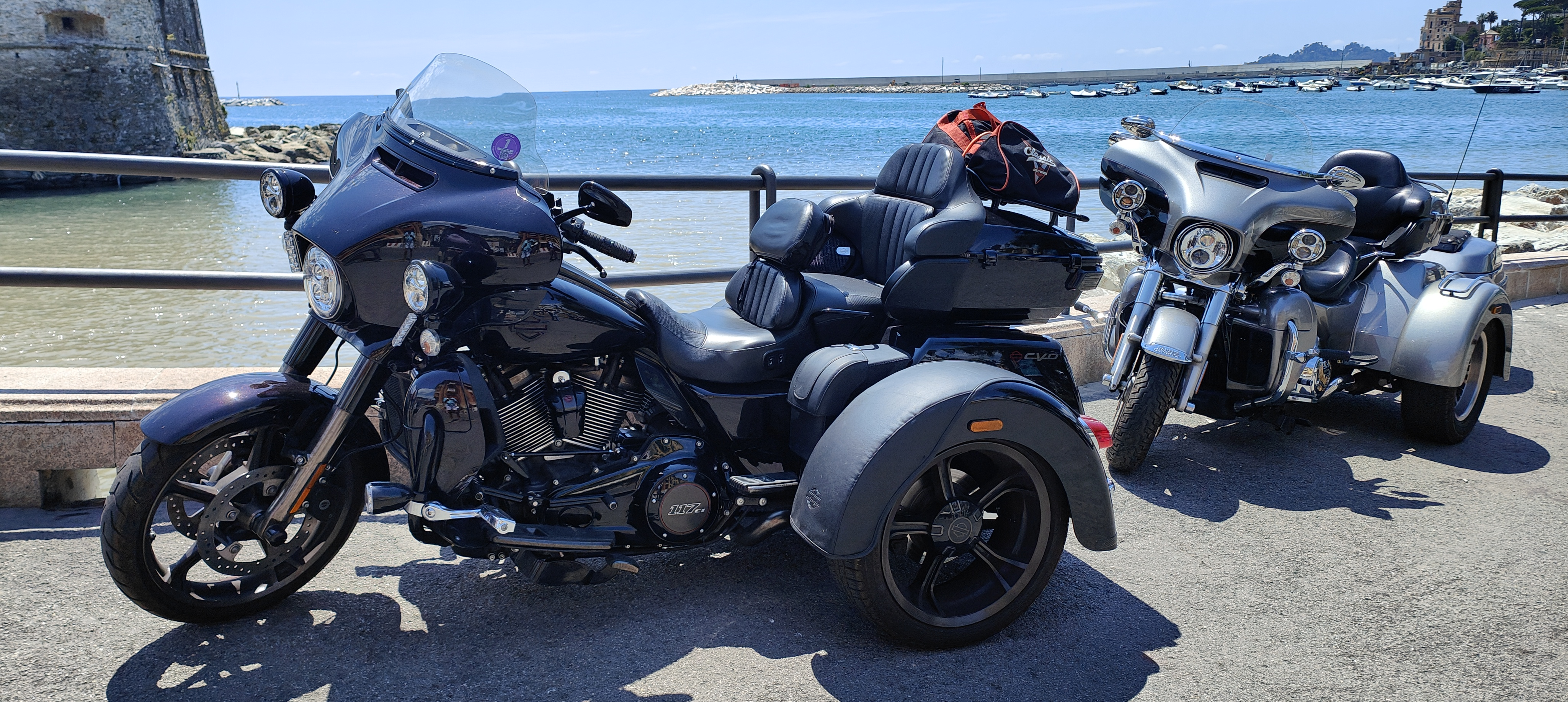
Trikes Harley-Davidson (années 2020).

Ces trikes (ou tricycles motorisés) sont des engins à trois roues dérivés d'une moto dont l'avant a été conservé et la roue arrière remplacée par deux roues reliées par un essieu. L'histoire de ces modèles remonte aux années 1930 avec le Servi-Car de Harley-Davidson, véhicule à vocation utilitaire qui sera commercialisé avec un grand succès aux États-Unis de 1932 à 1973, équipant notamment livreurs, commerçants et services de police. En 2023, l'offre est limitée : parmi les grands constructeurs moto seul Harley-Davidson en propose à son catalogue. D'autres marques plus confidentielles, comme Boss Hoss, et des préparateurs spécialisés en proposent également. Ces engins très stables et généralement lourds peuvent, en France, être pilotés avec un permis B.

#### Trikes à deux roues avant
Ces trikes sont des engins dont la propulsion est assurée par une seule roue arrière, et qui sont dotés d'un train avant à deux roues, très espacées l'une de l'autre. Dans cette catégorie, on trouve notamment les modèles de la marque canadienne Can-Am, ou les Slingshot du groupe Polaris.

#### Scooters à trois roues

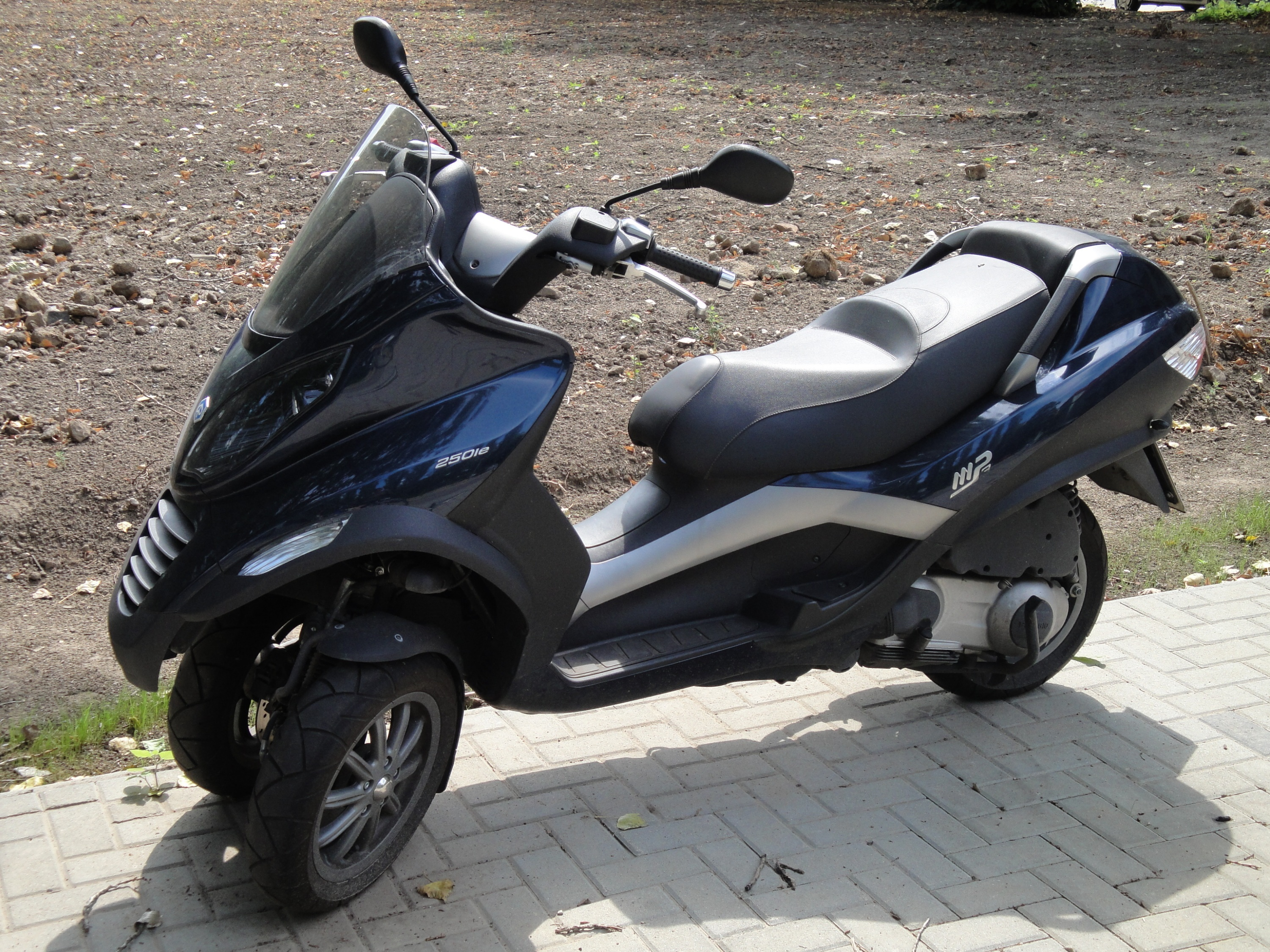
Piaggio MP3 250ie (2007).

Les scooters à trois roues ont une architecture globale proche de celle des scooters, mais sont dotés de deux roues, proches l'une de l'autre, à l'avant. Ils se pilotent de façon similaire à leurs homologues à deux roues, et ont une très grande stabilité à l'arrêt et à faible vitesse. Ils sont apparus en 2006 avec le lancement du Piaggio MP3. En France, ces engins peuvent être conduits, sous certaines conditions, avec un permis B.

### Autres types
Il existe d'autres variétés de motos, moins répandues, par exemple :
- Mini moto (pocket bike ou pit bike), moto au format réduit ;
- Derny, moto spécialisée en tant que bouclier aérodynamique devant une bicyclette pour des records de vitesse sur une piste ovale ;
- Speedway, machine sans frein spécialement étudiée pour les virages à gauche. Les dérapages effectués en virage se font en effet systématiquement à gauche en speedway, impliquant une adaptation spécifique du matériel. Leur moteur est généralement alimenté à l'alcool méthylique (méthanol) ;
- Monotrace, produite en France sous licence (Mauser Einspurauto) de 1926 à 1928 : c'est une véritable voiture à deux roues (cabriolet). À l'arrêt, elle tenait debout grâce à des roulettes rétractables au moyen d'un levier. La société suisse Peraves produit depuis de nombreuses années son interprétation moderne avec ses performantes Ecomobil et maintenant le Monotracer (moteurs 4-cylindres en ligne de moto BMW K).

Il existe également des modèles hybrides, comme la Carver, qui possède trois roues, mais dont la cellule penche en virage comme une moto, permettant une meilleure stabilité en virage, en dépit du plaisir de conduite. La Lazareth LMV 496, sortie en 2019, est la première moto volante capable de rouler. Cette moto électrique monoplace à quatre roues pendulaires dotées de mini-turbines est homologuée pour la route.

## Constructeurs
Il a existé plusieurs centaines de marques et de constructeurs de motos différents. Les plus importants constructeurs en activité en 2025  par origine géographique sont :
- Union européenne : BMW (Allemagne), Triumph (Royaume-Uni), Ducati (Italie, filiale de Audi depuis 2012), Piaggio (Italie)[N 31], KTM (Autriche) ;
- Japon : Honda, Yamaha, Suzuki, Kawasaki ;
- Taïwan : Kymco, SYM ;
- Chine : Yadea, Haojue, Niu Tech ;
- Inde : Hero, Royal Enfield, Baja, TVS ;
- Mexique : Italika[142] ;
- États-Unis : Harley-Davidson, Indian (filiale du groupe canadien Polaris depuis 2011).

## Sécurité et accidentologie
Facteurs humains

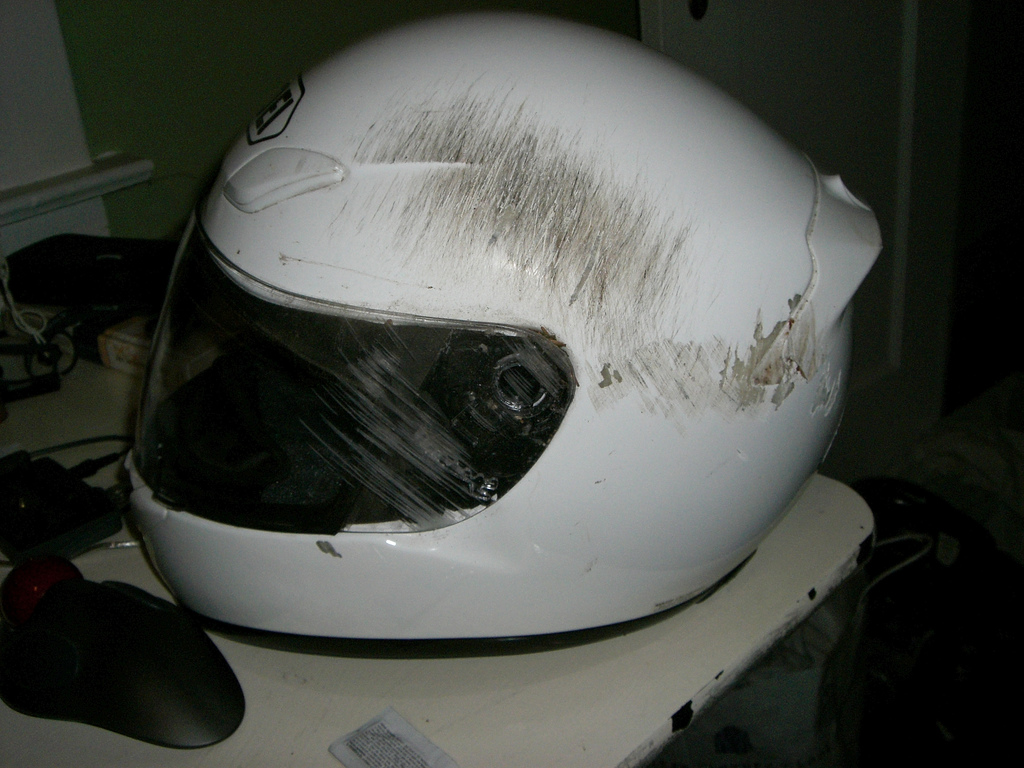
Casque après un accident.

Beaucoup de personnes jugent que les accidents sont dus à une prise de risque inconsidérée ou à une vitesse trop élevée des motards. Or, en 2009 d'après l'étude MAIDS de l'Association des constructeurs européens de motocycles (ACEM), la vitesse de déplacement de la motocyclette au moment de l’impact est « inférieure à 50 km/h » dans 70 % des cas et la majorité des accidents étudiés est survenue en milieu urbain. L’excès de vitesse ne contribue à l’accident que dans quelques cas isolés.
De plus un problème technique n'est en cause que dans moins d'1 % des cas, principalement à cause des pneumatiques. Dans plus de 50 % des cas, la première cause de l’accident est une erreur humaine de la part d'un véhicule tiers et pas de la moto. Parmi les principales causes d’accident, les conducteurs d’autres véhicules ayant commis une erreur humaine « n'ont pas détecté » la présence de la moto dans plus de 70 % des cas a fortiori si le conducteur n'a que le permis voiture. Parmi les motards, les jeunes conducteurs entre 18 et 25 ans sont surreprésentés dans les accidents, quand la catégorie des 41-55 ans était sous représentée montrant que les conducteurs de cette tranche d'âge ont un risque moins élevé d'accident.
Véhicules et normes

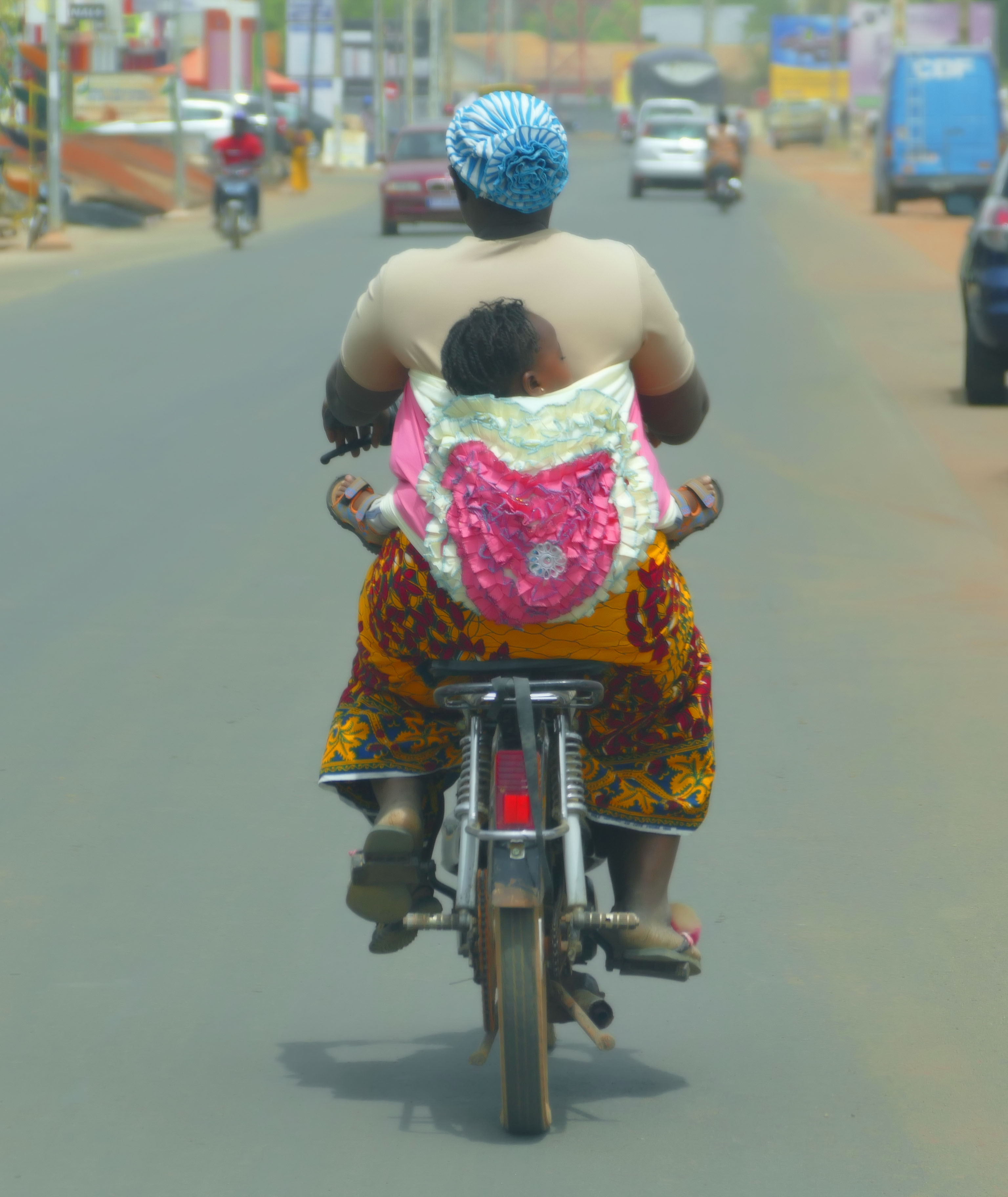
Motocycliste sans casque.

Les infrastructures routières sont conçues avant tout pour les voitures, elles tiennent rarement compte des caractéristiques de la conduite moto, pour laquelle elles peuvent être dangereuses : risque de blessures graves aux membres inférieurs, à la colonne vertébrale ou à la tête. Dans 3,6 % des cas d'accidents de l'étude MAIDS, un défaut de maintenance de la route était en cause ou contributif à l'accident. La dispersion des responsabilités entre les gestionnaires du réseau routier (État, collectivités territoriales) et la faiblesse des normes en matière de mobilier urbain constituent les principales causes de ces dysfonctionnements. Le Centre européen d'études de sécurité et d'analyse des risques (CEESAR) a poussé ses recherches dans les domaines de la biométrie et de la physiologie de la conduite, le système routier en général et ses infrastructures et a élaboré des scénarios types d'accidents. Ce centre a émis des propositions d'améliorations des équipements de protection mais aussi des normes liées, y compris celles servant à l'homologation des casques.
Points importants
D'une façon générale, ces points sont importants :
- les autres usagers perçoivent mal les deux-roues (cause primaire de plus de 50 % des cas d'accidents[143]) : ceci doit être une évidence pour les motards pour qu'ils agissent en conséquence ;
- éviter de demeurer trop longtemps masqué par l'angle mort lors de files ininterrompues ;
- éviter les zigzags et les pleins phares intempestifs ;
- adapter sa vitesse non pas seulement en fonction de l'adhérence mais plutôt en fonction de l'environnement (piétons, zone résidentielle, vent) : dans 18 % des cas d'accidents de l'étude MAIDS, une vitesse inadaptée fut considérée comme un facteur d'accident[143] ;
- une tenue adaptée : casque homologué ; blouson, veste ou combinaison éventuellement associés à un coussin gonflable de sécurité (airbag) ; gants[N 32] ; pantalon ; bottines ou bottes. Cela permet de protéger le corps en cas de chute. Dans 9 % des cas d'accidents de l'étude MAIDS, le casque n'a pas tenu sur la tête du pilote, soit par un mauvais attachement, soit à la suite du choc ; il est néanmoins indéniable que le casque réduit le risque de blessure à la tête. De plus, 55 % des blessures sont aux extrémités hautes (mains, bras) et basses du corps (pieds, jambes), en majorité mineures comme des abrasions ou contusions. Le port de protections permet de réduire ce type de blessures[143] ;
- être courtois, respectueux et tolérant pour calmer les esprits.

### En France
Depuis l'année 2009, l'Association française de prévention des comportements sur la route (AFPC) a entamé une action en direction des motocyclistes, tant en s'adressant à eux qu'en s'adressant aux automobilistes, en les sensibilisant au partage de la route auto/moto.
La Journée nationale de la courtoisie sur la route et en ville (JNCV) est soutenue par la Fédération française de motocyclisme (FFM), l'Association fédératrice de quad (AFFQ) et, dans le milieu de la moto au féminin, par le moto-club national Dark Angels. Localement, dans divers départements, des actions conjointes sont menées avec la Fédération française des motards en colère (FFMC).

## Dans la culture populaire

### Filmographie
- Orphée, Jean Cocteau, 1950.
- L'Équipée sauvage (The Wild One), Laslo Benedek, 1953.
- La Grande Évasion (The Great Escape), John Sturges, 1963.
- Hells Angels on Wheels, Richard Rush, 1968.
- La Motocyclette, Jack Cardiff, 1968.
- Easy Rider, Dennis Hopper, 1969.
- Continental Circus, documentaire de Jérôme Laperrousaz, 1972.
- L'Agression, Gérard Pirès, 1975.
- Le Cheval de fer, Pierre-William Glenn, 1975.
- Le Gitan, José Giovanni, 1975.
- Mad Max, George Miller, 1979.
- La Boum, Claude Pinoteau, 1980.
- Knightriders, George A. Romero, 1981.
- Tchao Pantin, Claude Berri, 1983.
- Rusty James (Rumble Fish), Francis Ford Coppola, 1984.
- Harley Davidson et l'Homme aux santiags (Harley Davidson and the Marlboro Man), Simon Wincer, 1991.
- Mission impossible 2 (Mission: Impossible II), John Woo, 2000.
- Biker Boyz, Reggie Rock Bythewood, 2003.
- Torque, la route s'enflamme (Torque), Joseph Kahn, 2004.
- Long Way Round, Ewan McGregor et Charley Boorman, de Londres à New York, 2004.
- Burt Munro (The World's Fastest Indian), Roger Donaldson, 2005.
- Race to Dakar, Charley Boorman au rallye Dakar, 2006.
- Long Way Down, Ewan McGregor et Charley Boorman, de John o' Groats à Le Cap (Afrique du Sud), 2007.
- Bande de sauvages (Wild Hogs), Walt Becker, 2007.
- Ghost Rider, Nicolas Cage, 2007.
- Hell Ride (En route pour l'enfer), Larry Bishop, 2008.
- Sons of Anarchy, 2008.
- One Week, 2008.
- Mammuth, Benoît Delépine et Gustave Kervern, 2010.
- Under the Skin, Jonathan Glazer, 2013.

Tous les ans, Moto Magazine organise la Motostra qui est une invitation à la réalisation de courts métrages concernant la moto.

### Musique
- L'Homme à la moto, Black Denim Trousers and Motorcycle Boots dans sa version anglaise, 1956 par Édith Piaf.
- Harley Davidson, 1967 par Brigitte Bardot.
- Born to Be Wild, 1968 par Steppenwolf.

### Presse spécialisée
Plusieurs journaux se disputent le marché de la presse moto en France :
- Moto Journal, un hebdomadaire ;
- Moto Revue, un bimensuel ;
- Moto Magazine, un mensuel ;
- Moto & Motard, un mensuel ;
- Moto2 ;
- L'Essentiel de la moto.

Il existe également différents magazines spécialisés dans une marque ou un type de moto en particulier.

### Télévision
Émissions télévisuelles françaises :
- Automoto sur TF1 ;
- Automag sur la TNT ;
- les chaînes spécialisées du câble, ADSL et satellite (Eurosport, Motors TV, AB Moteurs, etc.) proposent aussi les championnats de MotoGP, moto-cross, montées impossibles, etc. ;
- High Side, proposé en ligne par le magazine Moto et Motards pour les trois premières saisons, diffusé début 2017 sur RMC Découverte ;
- Vintage Mecanic sur RMC Découverte.

### Romans
- Michel-Aimé Baudouy, Mick et la P 105, 1959, éditions Amitié.
- André Pieyre de Mandiargues, La Motocyclette, 1963, Éditions Gallimard.
- Zélia Mendes G., Les brûleurs de gomme… Gazz !!, 2010, éditions Edilivre.com.
- Sylvain Coher, Carénage, 2013, éditions Actes Sud.
- Nicolas Grumel, Eaux mortelles, 2011.
- Virginie Staïano, Re Born, éditions Baudelaire.
- Mathieu Goguel, trilogie Danger public !, Roulez jeunesse ! et Délivre-moi du mal !
- Mélusine Mallender, Les Voies de la liberté, 2020.

### Bandes dessinées
- La série Cubitus, dessinée par Dupa, dans laquelle Cubitus et son maître Sémaphore se déplacent en side-car jaune.
- La série Les fondus de moto, dessinée par Bloz, scénario Cazenove et Richez, qui illustre le quotidien d'ami(e)s motards.
- Pravda la survireuse (emblématique de la contre-culture post Mai 68, cette BD de Guy Peellaert mêle féminisme, érotisme et moto. L'héroïne chevauche une étrange machine au carénage en forme de panthère noire, toutes griffes dehors).
- La série Joe Bar Team, dessinée par Bar2 et Fane, raconte les aventures et les déboires d'une bande de motards.
- Coyote, Litteul Kévin et Mammouth & Piston.
- La série Même pas peeur…, dessinée par Suyho Sato, qui raconte les histoires de différents motards, tous ami(e)s et leurs déboires avec la gendarmerie.
- Motomania, dessiné par l'Allemand Aue Holger, Albin Michel.
- La série Moto râleuses raconte l'histoire de motardes.
- La série Sam Speed, dessinée par Colman & Batem, raconte l'histoire de Sam, essayeur moto pour le journal Ratomoto, de son collègue photographe et d'autres intervenants.
- Le dessinateur Frank Margerin a réalisé des albums traitant des motards.
- Ptiluc a réalisé la série Mémoires d'un motard, une sorte d'autobiographie de sa vie de motard.
- La série Warm Up de Renaud Garreta, dont le tome 1 est sorti en octobre 2013.
- Julie Wood.